# 銀河英雄伝説
『銀河英雄伝説』（ぎんがえいゆうでんせつ）は、田中芳樹によるSF小説。また、これを原作とするアニメ、漫画、コンピューターゲーム、朗読、オーディオブックなどの関連作品。略称は「銀英伝」。2022年1月時点で累計部数は1500万部を突破している。1982年から2023年までに複数の版で刊行されている。

## 作品概要
遠未来の銀河系を舞台に、数多くの英雄たちによる攻防と権謀術数を、ラインハルト・フォン・ローエングラムとヤン・ウェンリーの2人を軸に描くスペースオペラ。
田中が設定した銀河の歴史の1エピソードであり、対立する陣営のイデオロギー、人物像、権謀術数、歴史、人物模様などの群像劇の流れを前面に出し、「後世の歴史家」の観点から叙述することで、歴史小説のような体裁をとっている。作者はのちに架空の歴史小説『アルスラーン戦記』を発表することになるが、この『銀河英雄伝説』においても、作者の歴史・文学の知識は色濃く反映されており、中国史をはじめとする歴史上のエピソードがしばしば顔をのぞかせている。
架空の要素としては、執筆時の現行技術の延長線上である「宇宙艦艇」「宇宙要塞」「ビーム兵器」などが登場するが、運用法は執筆時の戦争における地上の戦線や陣形などの概念の延長上にある。
「超能力」「魔法」「未知のエネルギー」「戦闘用ロボット」「アンドロイド」「クローン人間」といった世のありかたを大きく変える要素や、「異星人種族」を登場させなかったのは、史実、あるいはそれを基にした過去の文学作品を念頭に、人間同士の営みから生み出される歴史ドラマとしての構成を意図したためである。一方で「超光速通信」「ワープ航法」「重力制御」「サイボーグ（義手や義眼など）」といった執筆時における非科学的な要素は登場している。

### 出版歴
本作の原形となったのは、1970年代の末に当時は李家豊（りのいえ ゆたか）名義であった田中芳樹が、幻影城の作家による長編競作の企画でスペースオペラを依頼されたことを機に執筆を進めていた『銀河のチェスゲーム』である。田中はその時代に至るまでの銀河系の歴史を書いたが、過去の歴史としてラインハルトとヤン・ウェンリーが対立するエピソードがあった。「幻影城ノベルス」から新書ノベルズとして出版する予定だったが、幻影城の休刊によって100枚ばかり書いたところで未完のまま中断した。3年後に徳間書店の編集者に声をかけられた際、『銀河のチェスゲーム』の原稿を見せたところ、本編よりも銀河系史や概略のほうが面白いので過去のエピソードを描いた序章の部分を歴史小説風にして書くことを勧められた。この時点ではタイトルは未定だったという。
1982年11月、徳間書店のトクマ・ノベルズより『銀河英雄伝説』が刊行された。これは本編第1巻「黎明篇」に当たるが、本作に先立ち同社から刊行された著作『白夜の弔鐘』の売り上げ不振、その時点では2巻以降を出すかどうかは未定（売れ行き次第）だったため、初版には巻数およびサブタイトルが入っていない。
結果的には第1巻が増刷されるに至り、第2巻も刊行されることとなり、以後は第1巻も含めてローマ数字で巻数表記が付くようになった。当初はさほどの売れ行きではなかったものの、3巻を皮切りに人気に火がつき、1987年までに本編全10巻が書き下ろし刊行された。1988年には読者の支持を得て、第19回星雲賞日本長編部門を受賞した。
本編以外に外伝があり、1984年から1989年にかけ、徳間書店『SFアドベンチャー』に連載または同誌増刊号に一括掲載された長篇が4本（いずれも新書ノベルス1冊分）、同誌読み切りの短篇4本に、漫画の原作になった短篇『黄金の翼』がある。短篇の方は長らく単行本未収録であったが、徳間デュアル文庫版で1冊にまとめられた。
外伝は全6冊の執筆が予告され5冊が刊行されているが、最後の1冊分は未だ書かれていない。その理由について田中は「アルスラーン戦記などで手一杯となったことと、構想らしい構想が出てこなかったこと」を挙げており、「あれはもうなかった事にしておいてください」と今後執筆はないことを明かしている。
本作はラインハルトの死をもって完結しており、最終巻あとがきで著者は後日談も含めた続編を書かないことを宣言している。実際、前述の外伝は全て、本編以前あるいは本編では描かれなかった隙間を埋めるエピソードとなっている。
本作はベストセラーかつロングセラーとなり、刊行以来重版増刷が繰り返されてきたトクマ・ノベルズ版の第1巻は初刊からほぼ20年目にして100刷の大台を超えている。
新書ノベルス版以外に、箱入りハードカバーの愛蔵版、徳間文庫版、2000年から2003年にかけて「ファイナルバージョン」と銘打って刊行された本編全20巻、外伝全9巻、これにハンドブックを加えた全30巻の徳間デュアル文庫版（巻数が増しているのは、ジュブナイル向けに従来の1巻分を2分冊にしているため）など、様々な版が刊行されている。各版の主な違いについては既刊一覧の項を参照のこと。
版元を徳間書店から東京創元社に変えた新装版が、2007年2月から2009年6月にかけて、創元SF文庫より全10巻+外伝全5巻として刊行された。

### 他メディア化関連
アニメ・漫画・ビデオゲーム・朗読オーディオ・舞台（宝塚歌劇含む）など、多彩なメディアで本作を基にした作品が作られている。アニメについては1988年から2000年にかけて劇場版アニメおよびOVAシリーズ『銀河英雄伝説』が発表された。2018年からは『銀河英雄伝説 Die Neue These』シリーズが発表されている。
朗読オーディオに関しては1988年 - 2000年版のアニメを補完する意味合いもあり、2013年6月には創元SF文庫の朗読・オーディオブック版も株式会社アールアールジェイのサイト「キクボン」にて発売され、本伝の全朗読がなされている。さらに2015年12月に唯一アニメ化されていなかった『銀河英雄伝説 外伝 ユリアンのイゼルローン日記』が、アニメの声優陣が再集結して制作された。

## あらすじ
遥かな未来、銀河に進出した人類は、二大陣営に分かれて戦っていた。皇帝と貴族が支配する銀河帝国（帝国）と、帝国から脱出した共和主義の人々が建国した自由惑星同盟（同盟）である。広大な航行不能宙域の間に挟まる2か所の回廊宙域でのみ結ばれた両陣営の戦争は、開戦から実に150年間が経過していた。長き膠着の果て、ラインハルト・フォン・ローエングラムとヤン・ウェンリーという若き英雄が相次いで両陣営に登場することで、歴史は大きく動き始める。
ラインハルトとヤンの台頭（原作1 - 2巻）
帝国の貧しい貴族に生まれたラインハルトには母代りの敬愛する姉と、無二の親友キルヒアイスがいた。しかし、彼が10歳の時に、姉が皇帝の後宮に収められたことを契機として、ラインハルトは軍人の道を歩み始める。それは、いつか皇帝から姉を取り戻す力を得るためだった。
彼はキルヒアイスと共に戦場で武勲を重ね、後に"常勝の天才"と呼ばれることになる軍事的才能と、皇帝の寵姫となった姉の後ろ盾により、20歳の若さにして帝国元帥の地位を手に入れる。皇帝はラインハルトが倒す前に病死するが、その後に起きた帝位継承権争いの内戦にもラインハルトは勝利する。
憎んできた大貴族たちを滅ぼし、新皇帝を傀儡として、ついに彼は帝国の最高権力者にまで登りつめる。しかし、その内戦でラインハルトはキルヒアイスを失い、それにより姉も彼と距離を置くようになる。ラインハルトは心の渇きを感じるようになり、まるでそれを満たそうとするかのように、亡き親友と約束した宇宙の統一へと邁進して行く。
一方、同盟に生まれたヤンは、歴史家を志す青年だったが、経済的事情により学費が無料の士官学校に入学する。軍で思わぬ功績を立てたヤンは宇宙艦隊の幕僚となり、ラインハルトが指揮する帝国軍との戦いで、劣勢な味方の全面的な崩壊を防いだことにより、若くして艦隊司令官に抜擢される。
ヤンは、帝国軍の前線基地で同盟軍が幾度も攻略を試みながらその都度多大な犠牲を出して失敗したイゼルローン要塞を無血占領し、それに続く戦いで、またもやラインハルトの完全勝利を阻止したことで、"不敗の魔術師"と呼ばれるようになる。
帝国軍の侵攻と自由惑星同盟の併合まで（原作3 - 5巻）
同盟軍の戦力はラインハルトとの戦いで著しく損耗し、国防はイゼルローン要塞とそこに駐留するヤン艦隊に託されるようになる。安全な場所にいる主戦論者が戦争を煽り立て、衆愚政治化が進む現在の同盟を憂うヤンであったが、民主主義を信奉する彼は一軍人としての職務を全うしようとする。その一方で、独裁者のラインハルトが清廉な政治を行い、戦場では常に陣頭に立つことを高く評価して、その矛盾に悩むのだった。元戦災孤児であり、今はヤンの被保護者として学ぶユリアン・ミンツ少年は、そんなヤンの姿を見て少しずつ成長していく。
イゼルローン要塞が位置する回廊とは逆方面のもう一つの回廊に位置する、帝国のフェザーン自治領は、経済力を武器として両勢力を相手に事実上の中立を保っていた。だが、亡きキルヒアイスに誓った宇宙統一を目指すラインハルトは、圧倒的戦力をもってフェザーンを併合すると、そのまま同盟領に侵攻する。
ヤンは劣勢を覆すためにラインハルトとの直接対決を望み、彼を戦場に引きずり出すために、帝国軍の艦隊を各個撃破していく。ラインハルトはヤンの意図を見抜いたが、ヤンへの勝利に拘ってヤンと直接対決し、敗北寸前にまで追い込まれる。
ところが、帝国軍の別働隊が同盟の首都を包囲し、恫喝に屈した同盟政府が停戦命令を出したことで、宇宙はラインハルトによって統一されることになる。ヤンは後日の帝国への抵抗活動の核とすべく、一部の部下に僅かばかりの艦艇を託して逃亡させる。また、ラインハルトはこの同盟領侵攻中より、不意の発熱を繰り返すようになっていく。
同盟の滅亡とヤンの暗殺まで（原作6 - 8巻）
ラインハルトは傀儡としていた幼帝を廃して自ら皇帝に即位し、ヤンも軍を退役する。しかし、同盟領に進駐した帝国軍の司令官は潜在的な脅威としてヤンを排除しようとし、その意を汲んだ同盟政府までもがヤンの殺害を謀ったので、ヤンは同盟首都からの脱出を余儀なくされる。
ヤンと彼の部下たちは帝国から分離独立を表明した地方政府に身を寄せ、イゼルローン要塞を再奪取し、宇宙に民主共和制の種を残そうとする。ラインハルトはこのことを口実に、同盟を完全に廃し、ヤン一派を討伐するために出兵するが、ヤンは圧倒的な大艦隊を相手に善戦を続ける。
やがて交戦中にラインハルトは発熱して倒れ、その最中に亡きキルヒアイスの優しい姿を思い出したことで、ヤンとの会見を望むようになる。だが、ヤンは会見に向かう途中でテロリストに暗殺されてしまい、ラインハルトは好敵手の死に失望して、そのまま軍を引き上げる。
ヤンの死からラインハルトの死まで（原作8 - 10巻）
同盟を完全併合したラインハルトはフェザーンへの遷都令を布告する。銀河には新たな平和の世が訪れたものの、ラインハルトの体調はさらに悪化していく。一方、ヤンの遺志を継いだ僅かな人々はイゼルローン要塞に立てこもっていた。ヤンの薫陶を受けたユリアンは、若くしてヤンの後継者に選ばれ、イゼルローン軍の軍事指導者に就任する。
ユリアンは、ラインハルトの本性が"戦士"であり、戦うことによって相手の意志の重さを測る人物であることを見抜き、帝国と対等に交渉するには何らかの軍事的成果が必要であるとの結論を導きだす。イゼルローン軍はラインハルトに最後の決戦を挑み、艦隊戦の最中、ユリアンはラインハルトの旗艦に乱入する。多くの味方の死と引き換えにラインハルトの前にたどり着き、最後には力尽きて気を失ったものの、その姿に心を動かされたラインハルトは全軍に停戦を命令し、戦いは終結する。
しかし、不治の病による発熱に苦しむラインハルトの肉体は、もはや死を避けられないまでに衰えていた。ユリアンと数回の会談を重ねたラインハルトは、イゼルローン要塞の返還と引き換えに、旧同盟首都星系での共和主義者の自治を認めた後、フェザーンにて崩御する。その時、ラインハルトは25歳。皇帝に即位して、わずか2年余りであった。

## 登場人物
ラインハルト・フォン・ローエングラム

本作の銀河帝国側の主人公であり、物語全体の主人公。”常勝の天才”の異名を持つ、作中屈指の軍事の天才。最愛の姉アンネローゼを皇帝の寵姫として奪われた反抗心から銀河帝国（ゴールデンバウム朝）の打倒ひいては銀河を統一して全てを手に入れることを志す野心家の青年。同盟側の主人公ヤンと並ぶ天才的な軍事の才能を持ち、最下級貴族の出ながら数々の武功を挙げて本編開始時点で20歳の若さながら既に上級大将・伯爵の地位にいる。物語序盤のリップシュタット戦役(皇位継承戦争)を経て帝国の全権を手に入れ事実上の最高権力者となった後は、銀河統一のために対同盟との戦争に力を入れるようになり、好敵手である同盟側の主人公ヤン・ウェンリーと熾烈な戦いを重ねる。同盟を降して銀河統一を果たした後には新銀河帝国初代皇帝となりローエングラム朝を開闢する。その後は独立勢力となったヤンに手を焼きつつ、地球教やラングといった佞臣の陰謀にも対応を追われる。作中最後の戦いとなるシヴァ星域会戦においてヤンの後継者となったユリアンの実力を認め、自治政府という形での民主共和制の存続を許す。物語終盤で体調を崩すシーンが目立ち始め、やがてこれが未知・不治・致命の病と判明し、25歳で崩御したところで物語は閉じる。
ヤン・ウェンリー

本作の自由惑星同盟側の主人公。”不敗の魔術師”の異名を持つ。民主共和制の理念を第一とする共和主義者の青年将校であり、帝国側の主人公ラインハルトと並ぶ作中随一の軍事の天才。「魔術師ヤン（ヤン・ザ・マジシャン）」、「奇蹟のヤン（ミラクルヤン）」などとも呼ばれる。士官学校を卒業したばかりの21歳の時に任地の惑星エル・ファシルで活躍したため、「エル・ファシルの英雄」と呼称される。本来は歴史家志望であり、経済的問題で軍人の道を歩むこととなったために、およそ軍人らしくない性格・態度をしており、そのために上官受けが悪く、その活躍や能力に比して本編開始までは重用されずにいた。物語序盤のアスターテ会戦において完全な敗勢の状況から代理で艦隊指揮を執ることとなって戦果を挙げ、その後に新設の第13艦隊司令官に任命されて作中で活躍する。選挙対策を目的とした腐敗した同盟政府や、軍上層部の政治劇などに翻弄される理不尽な展開にも、あくまで民主共和制の軍人として振る舞い無敗を重ねるが、結果的にラインハルト率いる帝国に同盟自体は蹂躙されていく。同盟滅亡後も民主共和制の理念を守るために、エル・ファシル独立政府の事実上のリーダーとして強大な新帝国軍と戦い、回廊の戦いを経てついに目標であった和解の道を開くも、その矢先に地球教のテロに遭い、暗殺される（第8巻）。その後、その意思は被後見人のユリアンに引き継がれる。

## 物語の世界
物語の舞台となる未来の宇宙、人類はワープ航法を実現させて太陽系外に進出し、銀河系の3分の1にまでその居住圏を広げている。
舞台設定
銀河系
銀河帝国と自由惑星同盟の間には航行不能な宙域が広がり、ワープ航法でも飛び越えることのできない障壁となっており、両国間はイゼルローン回廊ならびにフェザーン回廊と呼ばれる二つの狭隘な航行可能宙域を介してのみ往来できる。イゼルローン回廊には要塞が置かれ民間船の往来を扼する一方、フェザーン回廊にはフェザーン自治領が存在し、両国間の交易の要衝として富を蓄積するとともに、その富を背景に帝国・同盟に対して政治力・経済力を及ぼして軍事行動を抑制している。このため、帝国軍と同盟軍の衝突は専らイゼルローン回廊側で発生するのに対してフェザーン側には軍事行動が及ばず「フェザーン回廊は平和の海」であるという固定観念を人々に抱かせている。
地球
地球は帝国領内にあり「人類発祥の地」と認識されているが、人類社会の中では政治的な地位も経済力も喪失した辺境の忘れ去られた一惑星に零落し、歴史的・考古学的な存在として、また、西暦の時代に宇宙に拡大しつつあった人類社会を資本と軍事力で統制・抑圧した強欲な歴史の記憶から負のイメージを伴って描かれている。一方では人類社会に浸透しつつある地球教の総本山であり、宗教を媒介にして人類社会の裏側から隠然たる影響力を及ぼすカルト的活動の中枢となっている。
人口
かつての銀河連邦の最盛期には3,000億人を数えるほどだったが、銀河帝国成立後の圧政とその後の慢性的な戦乱の中で、帝国250億人・同盟130億人にまで減少している。両国の社会が長期にわたる戦争により疲弊する一方で、フェザーンは一惑星でありながら20億人を擁し、帝国・同盟との交易により経済も潤っている。
医療技術
医療技術は飛躍的に進歩し、癌などはすでに不治の病ではなくなったが、不摂生な生活に起因する生活習慣病は健在である。しかし、人工器官（人工臓器・義肢）やタンク・ベッド睡眠などの技術は戦争継続のために利用されており、多少の負傷では容易に死ぬことはない。タンク・ベッドが無いなど同設備が使えない場合は、覚醒効果のある薬剤（作中用語）を使用する場合もあるが、副作用があるので可能な限り避けられる。ただし宇宙空間の戦闘では即死するケースがほとんどであるため、戦傷者より戦死者のほうが圧倒的に多い。主人公ラインハルトの死因となったこの時代でも未知に近い病気は、変異性劇症膠原病＝ヴァリアビリテートウ・フルミナント・コラーゲネ・クランクハイトと名付けられ、皇帝病＝カイザーリッヒ・クランクハイトと俗称された。ヒルダの出生前診断で、胎児の性別判定が行われた、或いは関係者にそれが提供された作中描写は無い。
生活
人々の生活環境は居住する星系により様々で、フェザーンやハイネセンなど多数の住民を抱える惑星では、超高層建築なども発達し非常に未来的な生活環境を享受できる。都市部では立体TVなどが普及し、低重力下で行われるフライングボールというスポーツが帝国・同盟問わず人気の娯楽となっている。
一方、辺境部などでは人口も少なく、帝国では領主である貴族の下で中世的な生活を強いられている人々も多いが、民主主義の概念が途絶えて何世代も経ており、領主に酷使される農奴として生きることに格別疑問を抱いていない者も多いようである。
インターネット普及以前に書かれた小説が原作なので、原作中では自由惑星同盟に於ける政治的意見の集約過程はテレビに似たメディアネットワークにおいてなされている。携帯電話・スマートフォンなどの普及以前に書かれた小説が原作なので、原作中では極一部に携帯TV電話（ビジホン）が出てくるだけで、通信の多くは固定TV電話機（ビジホン）などで行われている描写となっている。
超光速通信が実用化されているので、恒星系内にとどまらず同盟・帝国内では自由にTV電話のような通信が可能で、艦隊戦などでは通信能力の妨害・欺瞞工作が重要視されている。また、一般家庭にはホームコンピューターが設置されており、監視カメラで憂国騎士団の襲撃を発見したヤンたちが自宅のスプリンクラーを操作する場面がある。メディア展開時ではネットはインフラレベルの描写に留まっている。
宇宙船（再使用型宇宙往還機を含む）と地上車（ランド・カー）と露天も含む走路（ベルトウエイ）以外の交通機関は、作中登場しない。
宗教
かつて地球上を覆った破滅的な戦争において、救世主たる神がついに現れなかったために宗教の概念が著しく衰退した時期があり、キリスト教を含む全ての宗教が滅んだことが間接的に記述されている。そのため道徳的な規範が脆く、社会の退廃が進みやすい側面を持つ。
なお、宗教自体は衰退しているが、それに由来する故事来歴やジンクスなどは幾分残っており、例えば13を忌み数とする概念がある。
本編開始後の時系列においては、銀河帝国で北欧神話の復権が進み、帝国では軍人がしばしばオーディンやヴァルハラの語を口にしている。また、人類の発祥の地である地球を信仰の対象とした「地球教」が、社会に密やかながらも急速に浸透しているが、その本質と実態が、物語の展開にも大きく関わってくる。
言語
使用される言語については、帝国側ではドイツ語を基本とした言語（銀河帝国公用語）が想定されており、人名や都市名などの固有名詞はドイツ語風に統一されている。一方の同盟側は英語を基本とした言語が想定されており、人名は姓を先におくE式や後におくW式の両方が使われ、東洋風から西洋風まで様々な文化を引き継いだ名前が入りまじるなど、さながら多民族国家のアメリカのごとく雑多なものとなっている。また、兵器の名称などには、帝国軍は専ら北欧神話やドイツ語圏の地名などから引用しているが、同盟軍はオリエント・ラテンアメリカ・中国・中央アジアなど世界各地の神話からの引用が数多くみられる。
暦
作中では、西暦の延長にあたる宇宙暦・帝国暦・新帝国暦という暦が使用されている。新帝国暦は「新帝国暦一年」などと記述された初期版の本伝6巻及び7巻後半を除いて、「新帝国暦〇〇一年」などと3桁記述され、（旧）帝国歴は2桁以下であっても頭に「〇」は付かない。
宇宙暦は銀河連邦が成立した時、帝国暦は銀河帝国が成立した時、新帝国暦はローエングラム王朝が成立した時、をそれぞれの元年としている。宇宙暦は帝国暦制定時に廃止されたが、自由惑星同盟成立時に復活している。
簡易な換算式を示すと、西暦3599年＝宇宙暦799年＝帝国暦490年＝新帝国暦1年、となる。
1日を24時間とし、1年を365日、閏年は366日とする暦法を標準として、地球を離れた今でも全人類社会で共通して使用されている。
このため、自転時間が極端にずれている惑星においては、1日に太陽が複数回昇ったり、逆に数日にわたって昼や夜が続くということになる。中途半端に24時間に近い自転周期の惑星では、その惑星の自転時間にあわせた地方時を使う派と、不便をしのんであくまで標準時にあわせる派にわかれている。なお、作中において舞台となった惑星においては、帝国・同盟を問わずして季節も全て同一となっているが、これは実際にあり得ないことを承知の上での、演出上のフィクションである。

## 歴史小説としての側面とその設定
上記のように、この作品は未来の宇宙を舞台にした架空の歴史小説という体裁をとっている。様々な登場人物が織り成す、政治や思想を絡めた人間ドラマが主体であるが、一方で異なる勢力による宇宙（銀河系の一部）を舞台にした戦争小説としての側面も持つ。
作品中では、銀河帝国と自由惑星同盟（あるいは共和主義勢力）の二大勢力による数々の戦闘が描かれており、主人公的存在であるラインハルトとヤンも（本人たちの望むと望まざるとは無関係に）職業軍人として栄達してゆく人物である。
作品中における戦争描写は基本的に、宇宙空間での数千 - 数万隻の艦艇（戦闘用の武装宇宙船）同士による、ビームやミサイル兵器などを使用した艦隊決戦が中心である。一度の会戦には概ね数百万人単位の将兵が動員され、司令官である提督は主に前線の旗艦級戦艦から指揮する。
個人・個艦を主体とする現代的な散兵戦法ではなく、近代以前の陣形を重視した集団戦法が用いられており、敵軍の陣形を崩す、もしくは統率を失わせることで実質的な戦力を損なわせる。ワープ航法（「跳躍」に「ワープ」とルビを添える事が多い）を戦闘に直接用いることはなく、もっぱら目的地や戦場への移動手段としてのみ用い、ワープにより敵を飛び越したり敵とすれ違った作中描写は無い。
局地的には小型戦闘艇同士による近接戦闘（作中では「空戦」と称される）や、地上・屋内での人間同士による白兵戦も繰り広げられる。白兵戦では、ミラーコーティングを施された装甲服は光学兵器を無効化し、さらに可燃性ガスのゼッフル粒子というアイテムによって火器を使用できない状況を作り、戦斧やナイフ、ボウガンなどの原始的な武器による戦闘がしばしば行われる。
かつて人類を滅亡の淵に追い込んだ地球時代の戦争の教訓から、有人惑星上での熱核兵器の使用はタブーとされている。宇宙空間においても戦場は平面的に捉えられており、立体的な戦術・陣形は本編ではイゼルローン回廊を舞台とした戦い以外はほとんど登場せず、外伝などで追加されているにとどまる。
アニメ版では艦隊布陣や艦隊決戦などで、立体的な布陣・戦闘描写で描かれているが、これは戦場・惑星レベルでは立体であるが宇宙レベルでは平面でしかないSF考証に由来する（紡錘陣形は文字通り、旗艦を中心とした紡錘状の布陣を行っている）。
ワープや核融合などのテクノロジーの成立が設定上の大前提となっている。また、人工知能を備えたアンドロイド、異星人や超能力、神秘主義的な作用を伴う力も一切介在しない。
恒星間距離級の拠点間・拠点対移動体（艦船）間・移動体間の動画リアルタイム通信が可能になっているが、その妨害技術も常用されており、艦隊戦闘中は連絡船などの通信手段が使われることもある。暗号技術の発展は停滞中もしくはいたちごっこらしく、偽電作戦が成功したエピソードがある。
戦役

艦隊
作品で「一個艦隊」と呼ばれる存在は、通常は約1万5000隻程度の宇宙艦艇で編成されている。これが戦力の基本単位となり、原則として中将以上の階級で艦隊司令官の任に就く。
一個艦隊は司令官の直属部隊といくつかの分艦隊で構成されている。分艦隊は原則として約2000から2500隻程度の規模を有し、准将以上が指揮を執る。分艦隊が数百隻程度の戦闘グループに分けられて、准将が指揮を執る場合もある。
艦船

要塞
艦隊決戦が描かれるこの作品では、その軍事拠点となる宇宙要塞が登場する。特にイゼルローン要塞は、地理的に両国家の戦略全般に影響を及ぼす重要拠点であり、ヤン一党の根拠地ともなることから、作品における主要な舞台の一つである。詳しくは銀河英雄伝説の舞台#要塞・軍事基地を参照。
星系、星域
この作品では、各恒星系、宙域を表す言葉として星系、星域という言葉で表現される。一部例外として回廊という呼び名を使っているものもある。主な星系、星域は、ティアマト星域、アスターテ星域、アムリッツァ星域など。詳しくは銀河英雄伝説の舞台#星域・天体を参照。

## 初出

### 本編（本伝）
全てトクマ・ノベルズによる書き下ろし刊行（1982年-1987年）。既刊一覧の項を参照。

### 外伝

#### 短篇
ダゴン星域会戦記
『SFアドベンチャー』1984年9月号。1984年9月1日発行。銀河英雄伝説外伝としては初めて発表された作品。
白銀の谷
『SFアドベンチャー』1985年6月号。1985年6月1日発行。
汚名
『SFアドベンチャー』1985年7月号。1985年7月1日発行。
朝の夢、夜の歌
『SFアドベンチャー』1986年7月号。1986年7月1日発行。
以上4篇の挿絵は横山宏。その後、らいとすたっふ 編『「銀河英雄伝説」読本』（徳間書店、1997年3月31日、ISBN 4-19-860661-7）に初収録。
黄金の翼
1986年、道原かつみの漫画用に原作として書き下ろされたもので、この漫画はアニメージュコミックスから発刊された（発行日：1986年8月10日）。執筆当時は小説単体での発表予定がなかったため、1992年に本編シリーズの愛蔵版の購入者特典として配布されたのが初出と言える。単行本では短篇集『夜への旅立ち』（トクマ・ノベルズ、1995年1月31日、ISBN 4-19-850184-X）に初収録された。

#### 長篇
星を砕く者
『SFアドベンチャー』1985年11月号、12月号、1986年1月号に各3章ずつ掲載された。挿絵は横山宏。
ユリアン・ミンツのイゼルローン日記
『SFアドベンチャー』1987年1月号、2月号、3月号に各3章ずつ掲載された。挿絵は道原かつみと笠原彰。トクマ・ノベルズ収録時に『ユリアンのイゼルローン日記』に改題されている。
千億の星、千億の光
『SFアドベンチャー』1987年12月増刊号・銀河英雄伝説特集号に一括掲載された。挿絵は落合茜と是枝みゆき。
螺旋迷宮（スパイラル・ラビリンス）
『SFアドベンチャー』1989年4月号、5月号、6月号、7月号に各3章ずつ掲載された。挿絵は薙あかね。長篇としては最後の銀河英雄伝説外伝であることが、当時の『SFアドベンチャー』のフーズフー欄でも明記されている。

## 既刊一覧
様々な版が、下記の出版社で刊行されている（絶版品切も含む）。
- 徳間書店 - トクマ・ノベルズ（新書）版、愛蔵版、徳間文庫版、徳間デュアル文庫版
- 東京創元社 - 創元SF文庫版、愛蔵版
- マッグガーデン - マッグガーデン・ノベルズ版
- らいとすたっふ - らいとすたっふ文庫（電子書籍版）

以下では、各版の刊行リストを掲載するとともに、各版の主な違いを述べる。

### 各版の違い
トクマ・ノベルズ（1982年 - 1989年）
最初に書籍となった新書版。シリーズ本編は、書き下ろしで1982年から1987年にかけて刊行。外伝シリーズは、SFアドベンチャー誌に先行掲載された作品を収録する形で、1986年から1989年にかけて発刊された。5巻と10巻に作者あとがきが記載されている。
本編第1巻の初版は、巻数表記と副題が無く、2刷目以降でローマ数字による巻数表記と副題が付くようになり、6巻目刊行に前後して巻数表記が、アラビア数字に改められた。第2巻から第5巻も当初はローマ数字による巻数表記であったが、同様に改められた。
印刷技術の向上により、初期の版に比べ後期の版は、最初の数巻は活字が改版され、より明瞭になり読みやすくなっている（装丁変更は無し）。
本編カバーイラスト：加藤直之（全巻）、本文挿絵：加藤直之（1 - 5巻）、鴨下幸久（6 - 10巻）
外伝カバーイラスト：道原かつみ（全巻）、笠原彰（2巻以外）、本文挿絵：道原かつみ（全巻）、笠原彰（全巻）
徳間書店愛蔵版（1992年、1998年）
1992年にトクマ・ノベルズの第1巻発行10周年を記念した企画の一環として、徳間書店から箱入りハードカバーの愛蔵版として本編シリーズが全5巻で刊行された。1998年には、ほぼ同装丁で外伝も刊行されている。こちらは徳間文庫版の刊行に合わせたものである。いずれも限定生産。
黎明篇と野望篇、雌伏篇と策謀篇、風雲篇と飛翔篇、怒濤篇と乱離篇、回天篇と落日篇、『星を砕く者』と『ユリアンのイゼルローン日記』、『千億の星、千億の光』と『螺旋迷宮』はそれぞれ合冊されている。
徳間文庫（1988年、1996年 - 1998年）
1988年に、外伝第1巻である『星を砕く者』の文庫版が刊行された。これはアニメ版『わが征くは星の大海』の上映に併せた「タイアップ企画」としての出版だったので、この巻のみであった。
1996年から1998年にかけて、本編の文庫版が刊行された。これまでに出された版での誤字が修正され、後に出された版の底本となったが、未修正の誤字も依然多かった。口絵には各巻毎、作品に縁のあるもしくは思い入れのあるイラストレーター、漫画家らを起用し、巻末解説を竹河聖、太田忠司、連城三紀彦、小野不由美、梶尾真治といった作家たちが寄稿した。本文中に挿絵はない。
徳間デュアル文庫（2000年 - 2002年）
徳間デュアル文庫の創刊に伴い、その目玉として“ファイナルバージョン”と銘打ち、各巻は2冊に分冊して再文庫化された。本文中の挿絵は廃していた徳間文庫版と異なり、全巻に道原かつみの手になるイラストを使っている。
また、文字を大きくして難解な漢字を仮名に直すなど、より低い年齢層（ジュブナイル）向けになっている。シリーズ偶数巻の巻末には、著者インタビューが掲載されているほか、外伝第1巻『黄金の翼』に、短篇「黄金の翼」も含めた既発表の短篇集が、初めて一括収録された。
創元SF文庫（2007年 - 2009年）
徳間デュアル文庫版の刊行に伴い、諸般の事情から徳間書店の従来の版は全て入手困難となっていた。
作者サイドと各方面が折衝に努めた結果、デュアル文庫版を“ファイナルバージョン”と銘打っている関係で更なるバージョン本を出しづらい徳間に代わり、SF関連ではハヤカワ文庫と並ぶ東京創元社の文庫レーベル“創元SF文庫”に円満移籍し、2007年より新版が刊行開始された。
著者によると、「終の棲処」。ハヤカワや創元推理文庫と違い創元SF文庫は、これまで海外SF作品のみを刊行しており、本作第1巻と、同時に出された堀晃『バビロニア・ウェーブ』とが、同文庫から出された初めての日本SF作品となった。
カバーイラストは星野之宣による描き下ろしで、本文中に挿絵はない。各篇とも分冊せず1巻1篇での装丁になっている。
東京創元社愛蔵版（2022年 - 2023年）
刊行40周年を記念して出版が行われた。四六判ハードカバー・箱入り。外伝は時系列順に収録されている。
マッグガーデン・ノベルズ（2018年 - 2019年）
後述する「Die Neue These」の展開の一環として、アニメを製作するProduction I.Gが所属するメディアグループ・IGポートの出版企業であるマッグガーデンより刊行する版。本の判型は青年・女性コミックなどで一般的なB6サイズとなっている。
文庫版より大きいサイズで通常出版された書籍としては限定販売された愛蔵版を除くとトクマ・ノベルズ以来（巻数表記もまた愛蔵版以来となるローマ字表記）。ソフトカバーイラストの作画はDie Neue Theseでキャラクターデザインを担当するアニメーター・菊地洋子が担当（1巻と10巻では口絵も担当、2巻 - 9巻の口絵は藤城香菜が担当）。
口絵は「本」をテーマとしたイラストが各巻描き下ろされ、各巻々末には、作者への録りおろしインタビューが掲載。
らいとすたっふ文庫（2012年 - ）
電子書籍版。2010年代前後から始まった小説の電子書籍化の潮流を受け、銀英伝もオフィシャルな電子書籍版刊行の要望が高まり、これを受けて田中が創作物著作権を委託管理している会社・らいとすたっふが直接電子書籍事業「らいとすたっふ文庫」を立ち上げ、その第1弾として刊行された。
当初は、MCBookベースで、iPhone/iPad対応版（無料アプリ「銀河英雄伝説」のアプリ内課金として本編10部・外伝5部が分売）、および、Android対応版（1巻ごとに1アプリケーション形式）がリリースされた。後に、リーダーストア、GALAPAGOS STOREでも配信が開始された。それぞれ、カバー絵や挿画は無い。

### 各版の書誌情報
|         | 徳間書店                                                                                       | 徳間書店                                                           | 徳間書店                                                               | 徳間書店 | 東京創元社                                                                                  | 東京創元社 | マッグガーデン                                                        | らいとすたっふ                                       |
|         | トクマ・ノベルズ                                                                               | 愛蔵版                                                             | 徳間文庫                                                               | 徳間デュアル文庫 | 創元SF文庫                                                                                  | 愛蔵版 | マッグガーデン・ノベルズ                                              | らいとすたっふ文庫                                   |
| ------- | ---------------------------------------------------------------------------------------------- | ------------------------------------------------------------------ | ---------------------------------------------------------------------- | --- | ------------------------------------------------------------------------------------------- | --- | --------------------------------------------------------------------- | ---------------------------------------------------- |
| 本伝 1  | 『銀河英雄伝説（I 黎明篇、1 黎明篇）』 1982年11月30日発行 ISBN 4-19-152624-3                   | 『愛蔵版 銀河英雄伝説 I』 1992年6月30日発行 ISBN 4-19-124889-8     | 『銀河英雄伝説 1 黎明篇』 1996年11月15日発行 ISBN 4-19-890592-4        | 『銀河英雄伝説 Vol.1 [黎明篇・上]』 2000年8月31日発行 ISBN 4-19-905003-5 『銀河英雄伝説 Vol.2 [黎明篇・下]』 2000年8月31日発行 ISBN 4-19-905004-3                                                 | 『銀河英雄伝説 1 黎明篇』 2007年2月23日発行 ISBN 978-4-488-72501-3                          | 『愛蔵版 銀河英雄伝説I 黎明篇／野望篇』 2022年5月31日発行 ISBN 978-4-488-02881-7 | 『銀河英雄伝説I 黎明篇』 2018年4月21日発行 ISBN 978-4-800-00755-1     | 『銀河英雄伝説 1 黎明篇』 MCBook版: 2012年3月1日発行 |
| 本伝 2  | 『銀河英雄伝説 II 野望篇（2 野望篇）』 1983年9月30日発行 ISBN 4-19-152790-8                    | 『愛蔵版 銀河英雄伝説 I』 1992年6月30日発行 ISBN 4-19-124889-8     | 『銀河英雄伝説 2 野望篇』 1997年1月15日発行 ISBN 4-19-890624-6         | 『銀河英雄伝説 Vol.3 [野望篇・上]』 2000年9月21日発行 ISBN 4-19-905010-8 『銀河英雄伝説 Vol.4 [野望篇・下]』 2000年9月21日発行 ISBN 4-19-905011-6                                                 | 『銀河英雄伝説 2 野望篇』 2007年4月27日発行 ISBN 978-4-488-72502-0                          | 『愛蔵版 銀河英雄伝説I 黎明篇／野望篇』 2022年5月31日発行 ISBN 978-4-488-02881-7 | 『銀河英雄伝説II 野望篇』 2018年5月21日発行 ISBN 978-4-800-00763-6    | 『銀河英雄伝説 2 野望篇』 MCBook版: 2012年4月2日発行 |
| 本伝 3  | 『銀河英雄伝説 III 雌伏篇（3 雌伏篇）』 1984年4月30日発行 ISBN 4-19-152894-7                   | 『愛蔵版 銀河英雄伝説 II』 1992年6月30日発行 ISBN 4-19-124892-8    | 『銀河英雄伝説 3 雌伏篇』 1997年3月15日発行 ISBN 4-19-890652-1         | 『銀河英雄伝説 Vol.5 [雌伏篇・上]』2000年10月31日発行 ISBN 4-19-905017-5 『銀河英雄伝説 Vol.6 [雌伏篇・下]』 2000年11月30日発行 ISBN 4-19-905021-3                                                | 『銀河英雄伝説 3 雌伏篇』 2007年6月29日発行 ISBN 978-4-488-72503-7                          | 『愛蔵版 銀河英雄伝説II 雌伏篇／策謀篇』 2022年7月29日発行 ISBN 978-4-488-02882-4 | 『銀河英雄伝説III 雌伏篇』 2018年6月21日発行 ISBN 978-4-800-00764-3   | 『銀河英雄伝説 3 雌伏篇』                            |
| 本伝 4  | 『銀河英雄伝説 IV 策謀篇（4 策謀篇）』 1984年10月31日発行 ISBN 4-19-152978-1                   | 『愛蔵版 銀河英雄伝説 II』 1992年6月30日発行 ISBN 4-19-124892-8    | 『銀河英雄伝説 4 策謀篇』 1997年5月15日発行 ISBN 4-19-890689-0         | 『銀河英雄伝説 Vol.7 [策謀篇・上]』 2000年12月31日発行 ISBN 4-19-905029-9 『銀河英雄伝説 Vol.8 [策謀篇・下]』 2001年1月31日発行 ISBN 4-19-905032-9                                                | 『銀河英雄伝説 4 策謀篇』 2007年8月24日発行 ISBN 978-4-488-72504-4                          | 『愛蔵版 銀河英雄伝説II 雌伏篇／策謀篇』 2022年7月29日発行 ISBN 978-4-488-02882-4 | 『銀河英雄伝説IV 策謀篇』 2018年7月21日発行 ISBN 978-4-800-00765-0    | 『銀河英雄伝説 4 策謀篇』                            |
| 本伝 5  | 『銀河英雄伝説 V 風雲篇（5 風雲篇）』 1985年4月30日発行 ISBN 4-19-153068-2                     | 『愛蔵版 銀河英雄伝説 III』 1992年6月30日発行 ISBN 4-19-124893-6   | 『銀河英雄伝説 5 風雲篇』 1997年7月15日発行 ISBN 4-19-890717-X         | 『銀河英雄伝説 Vol.9 [風雲篇・上]』2001年2月28日発行 ISBN 4-19-905040-X 『銀河英雄伝説 Vol.10 [風雲篇・下]』 2001年3月31日発行 ISBN 4-19-905045-0                                                 | 『銀河英雄伝説 5 風雲篇』 2007年10月31日発行 ISBN 978-4-488-72505-1                         | 『愛蔵版 銀河英雄伝説III 風雲篇／飛翔篇』 2022年9月30日発行 ISBN 978-4-488-02883-1 | 『銀河英雄伝説V 風雲篇』 2018年8月21日発行 ISBN 978-4-800-00766-7     | 『銀河英雄伝説 5 風雲篇』                            |
| 本伝 6  | 『銀河英雄伝説 6 飛翔篇』 1985年10月31日発行 ISBN 4-19-153151-4                                | 『愛蔵版 銀河英雄伝説 III』 1992年6月30日発行 ISBN 4-19-124893-6   | 『銀河英雄伝説 6 飛翔篇』 1997年9月15日発行 ISBN 4-19-890754-4         | 『銀河英雄伝説 Vol.11 [飛翔篇・上]』 2001年4月30日発行 ISBN 4-19-905049-3 『銀河英雄伝説 Vol.12 [飛翔篇・下]』2001年5月31日発行 ISBN 4-19-905053-1                                                | 『銀河英雄伝説 6 飛翔篇』 2007年12月28日発行 ISBN 978-4-488-72506-8                         | 『愛蔵版 銀河英雄伝説III 風雲篇／飛翔篇』 2022年9月30日発行 ISBN 978-4-488-02883-1 | 『銀河英雄伝説VI 飛翔篇』 2018年9月21日発行 ISBN 978-4-800-00767-4    | 『銀河英雄伝説 6 飛翔篇』                            |
| 本伝 7  | 『銀河英雄伝説 7 怒濤篇』 1986年5月31日発行 ISBN 4-19-153256-1                                 | 『愛蔵版 銀河英雄伝説 IV』 1992年6月30日発行 ISBN 4-19-124894-4    | 『銀河英雄伝説 7 怒濤篇』 1997年11月15日発行 ISBN 4-19-890787-0        | 『銀河英雄伝説 Vol.13 [怒濤篇・上]』 2001年6月30日発行 ISBN 4-19-905058-2 『銀河英雄伝説 Vol.14 [怒濤篇・下]』 2001年7月31日発行 ISBN 4-19-905063-9                                               | 『銀河英雄伝説 7 怒涛篇』 2008年2月29日発行 ISBN 978-4-488-72507-5                          | 『愛蔵版 銀河英雄伝説IV 怒濤篇／乱離篇』 2022年11月30日発行 ISBN 978-4-488-02884-8 | 『銀河英雄伝説VII 怒涛篇』 2018年10月20日発行 ISBN 978-4-800-00768-1  | 『銀河英雄伝説 7 怒涛篇』                            |
| 本伝 8  | 『銀河英雄伝説 8 乱離篇』 1987年1月31日発行 ISBN 4-19-153384-3                                 | 『愛蔵版 銀河英雄伝説 IV』 1992年6月30日発行 ISBN 4-19-124894-4    | 『銀河英雄伝説 8 乱離篇』 1998年1月15日発行 ISBN 4-19-890819-2         | 『銀河英雄伝説 Vol.15 [乱離篇・上]』 2001年8月31日発行 ISBN 4-19-905070-1 『銀河英雄伝説 Vol.16 [乱離篇・下]』 2001年9月30日発行 ISBN 4-19-905076-0                                               | 『銀河英雄伝説 8 乱離篇』 2008年4月25日発行 ISBN 978-4-488-72508-2                          | 『愛蔵版 銀河英雄伝説IV 怒濤篇／乱離篇』 2022年11月30日発行 ISBN 978-4-488-02884-8 | 『銀河英雄伝説VIII 乱離篇』 2018年11月21日発行 ISBN 978-4-800-00769-8 | 『銀河英雄伝説 8 乱離篇』                            |
| 本伝 9  | 『銀河英雄伝説 9 回天篇』 1987年5月31日発行 ISBN 4-19-153445-9                                 | 『愛蔵版 銀河英雄伝説 V』 1992年6月30日発行 ISBN 4-19-124895-2     | 『銀河英雄伝説 9 回天篇』 1998年3月15日発行 ISBN 4-19-890856-7         | 『銀河英雄伝説 Vol.17 [回天篇・上]』 2001年10月31日発行 ISBN 4-19-905082-5 『銀河英雄伝説 Vol.18 [回天篇・下]』 2001年11月30日発行 ISBN 4-19-905085-X                                             | 『銀河英雄伝説 9 回天篇』 2008年6月27日発行 ISBN 978-4-488-72509-9                          | 『愛蔵版 銀河英雄伝説V 回天篇／落日篇』 2023年1月27日発行 ISBN 978-4-488-02885-5 | 『銀河英雄伝説IX 回天篇』 2018年12月21日発行 ISBN 978-4-800-00770-4   | 『銀河英雄伝説 9 回天篇』                            |
| 本伝 10 | 『銀河英雄伝説 10 落日篇』 1987年11月15日発行 ISBN 4-19-153530-7                               | 『愛蔵版 銀河英雄伝説 V』 1992年6月30日発行 ISBN 4-19-124895-2     | 『銀河英雄伝説 10 落日篇』 1998年6月15日発行 ISBN 4-19-890889-3        | 『銀河英雄伝説 Vol.19 [落日篇・上]』 2001年12月31日発行 ISBN 4-19-905091-4 『銀河英雄伝説 Vol.20 [落日篇・下]』 2002年1月31日発行 ISBN 4-19-905095-7                                              | 『銀河英雄伝説 10 落日篇』 2008年8月29日発行 ISBN 978-4-488-72510-5                         | 『愛蔵版 銀河英雄伝説V 回天篇／落日篇』 2023年1月27日発行 ISBN 978-4-488-02885-5 | 『銀河英雄伝説X 落日篇』 2019年1月21日発行 ISBN 978-4-800-00771-1     | 『銀河英雄伝説 10 落日篇』                           |
| 外伝 1  | 『銀河英雄伝説 外伝1 星を砕く者』 1986年4月30日発行 ISBN 4-19-153236-7                         | 『愛蔵版 銀河英雄伝説外伝I』 1998年3月31日発行 ISBN 4-19-860816-4  | 『銀河英雄伝説外伝 1 星を砕く者』 1988年2月15日発行 ISBN 4-19-568452-8 | 『銀河英雄伝説外伝 Vol.2 [星を砕く者・上]』 2002年4月30日発行 ISBN 4-19-905105-8 『銀河英雄伝説外伝 Vol.3 [星を砕く者・下]』 2002年5月31日発行 ISBN 4-19-905108-2                                 | 『銀河英雄伝説外伝 1 星を砕く者』 2008年10月31日発行 ISBN 978-4-488-72511-2                 | 『愛蔵版 銀河英雄伝説外伝I ダゴン星域会戦記／螺旋迷宮／白銀の谷／黄金の翼／朝の夢、夜の歌／千億の星、千億の光』 2023年3月17日発行 ISBN 978-4-488-02886-2 『愛蔵版 銀河英雄伝説外伝II 星を砕く者／汚名／ユリアンのイゼルローン日記』 2023年5月31日発行 ISBN 978-4-488-02887-9 | N/A                                                                   | 『銀河英雄伝説外伝 1 星を砕く者』                    |
| 外伝 2  | 『銀河英雄伝説 外伝2 ユリアンのイゼルローン日記』 1987年3月31日発行 ISBN 4-19-153418-1         | 『愛蔵版 銀河英雄伝説外伝I』 1998年3月31日発行 ISBN 4-19-860816-4  | N/A                                                                    | 『銀河英雄伝説外伝 Vol.4 [ユリアンのイゼルローン日記・上]』 2002年6月30日発行 ISBN 4-19-905110-4 『銀河英雄伝説外伝 Vol.5 [ユリアンのイゼルローン日記・下]』 2002年7月31日発行 ISBN 4-19-905113-9 | 『銀河英雄伝説外伝 2 ユリアンのイゼルローン日記』 2008年12月26日発行 ISBN 978-4-488-72512-9 | 『愛蔵版 銀河英雄伝説外伝I ダゴン星域会戦記／螺旋迷宮／白銀の谷／黄金の翼／朝の夢、夜の歌／千億の星、千億の光』 2023年3月17日発行 ISBN 978-4-488-02886-2 『愛蔵版 銀河英雄伝説外伝II 星を砕く者／汚名／ユリアンのイゼルローン日記』 2023年5月31日発行 ISBN 978-4-488-02887-9 | N/A                                                                   | 『銀河英雄伝説外伝 2 ユリアンのイゼルローン日記』    |
| 外伝 3  | 『銀河英雄伝説 外伝3 千億の星、千億の光』 1988年3月31日発行 ISBN 4-19-153634-6                 | 『愛蔵版 銀河英雄伝説外伝II』 1998年3月31日発行 ISBN 4-19-860817-2 | N/A                                                                    | 『銀河英雄伝説外伝 Vol.6 [千億の星、千億の光・上]』 2002年8月31日発行 ISBN 4-19-905115-5 『銀河英雄伝説外伝 Vol.7 [千億の星、千億の光・下]』 2002年9月30日発行 ISBN 4-19-905123-6                 | 『銀河英雄伝説外伝 3 千億の星、千億の光』 2009年2月27日発行 ISBN 978-4-488-72513-6          | 『愛蔵版 銀河英雄伝説外伝I ダゴン星域会戦記／螺旋迷宮／白銀の谷／黄金の翼／朝の夢、夜の歌／千億の星、千億の光』 2023年3月17日発行 ISBN 978-4-488-02886-2 『愛蔵版 銀河英雄伝説外伝II 星を砕く者／汚名／ユリアンのイゼルローン日記』 2023年5月31日発行 ISBN 978-4-488-02887-9 | N/A                                                                   | 『銀河英雄伝説外伝 3 千億の星、千億の光』            |
| 外伝 4  | 『銀河英雄伝説 外伝4 螺旋迷宮（スパイラル・ラビリンス）』 1989年7月31日発行 ISBN 4-19-153995-7 | 『愛蔵版 銀河英雄伝説外伝II』 1998年3月31日発行 ISBN 4-19-860817-2 | N/A                                                                    | 『銀河英雄伝説外伝 Vol.8 [螺旋迷宮・上]』 2002年10月31日発行 ISBN 4-19-905124-4 『銀河英雄伝説外伝 Vol.9 [螺旋迷宮・下]』2002年11月30日発行 ISBN 4-19-905128-7                                    | 『銀河英雄伝説外伝 4 螺旋迷宮』 2009年4月28日発行 ISBN 978-4-488-72514-3                    | 『愛蔵版 銀河英雄伝説外伝I ダゴン星域会戦記／螺旋迷宮／白銀の谷／黄金の翼／朝の夢、夜の歌／千億の星、千億の光』 2023年3月17日発行 ISBN 978-4-488-02886-2 『愛蔵版 銀河英雄伝説外伝II 星を砕く者／汚名／ユリアンのイゼルローン日記』 2023年5月31日発行 ISBN 978-4-488-02887-9 | N/A                                                                   | 『銀河英雄伝説外伝 4 螺旋迷宮』                      |
| 短編    | N/A                                                                                            | N/A                                                                | N/A                                                                    | 『銀河英雄伝説外伝 Vol.1 [黄金の翼]』 2002年3月31日発行 ISBN 4-19-905101-5 | 『銀河英雄伝説外伝 5 黄金の翼』 2009年6月30日発行 ISBN 978-4-488-72515-0                    | 『愛蔵版 銀河英雄伝説外伝I ダゴン星域会戦記／螺旋迷宮／白銀の谷／黄金の翼／朝の夢、夜の歌／千億の星、千億の光』 2023年3月17日発行 ISBN 978-4-488-02886-2 『愛蔵版 銀河英雄伝説外伝II 星を砕く者／汚名／ユリアンのイゼルローン日記』 2023年5月31日発行 ISBN 978-4-488-02887-9 | N/A                                                                   | 『銀河英雄伝説外伝 5 短編集』                        |

### 外語版
日本語以外にも翻訳されて刊行されている。創元SF文庫への移籍以降は、いくつかの国で同文庫版をベースとした翻訳版が刊行されている。

#### 中国語版
- 中国語版［銀河英雄伝説］全20冊（台湾尖端出版社，1991）
  - 中国語の翻訳。繁体字を採用している、右綴じ縦書き。台湾と香港で流通。愛稱「黑皮版」。
- 中国語版［銀河英雄伝説］全20冊（台湾尖端出版社，1996）
  - 中国語の翻訳の改版。愛稱「銀皮版」。
- 中国語版［銀河英雄伝説］全10冊（台湾尖端出版社，2000）
  - 中国語の翻訳の再改版。
- 中国語版［銀河英雄伝説］全10冊（北京十月文芸出版社，2006）
  - 中国語の翻訳。簡化字を採用している。左綴じ横書き。イラストはデュアル文庫版の道原かつみのものを採用。

#### 朝鮮語版
- 朝鮮語版［銀河英雄伝説］全14冊（ソウル文化社，2001）
  - 本編10冊、外伝4冊。
- 朝鮮語版［銀河英雄伝説］全15冊（D&C MEDIA，2011）
  - ハードカバー本。本編10冊、外伝5冊。

#### 英語版
- 英語版［銀河英雄伝説］既刊10冊（Haikasoru，2016-2019）
  - ペーバーバック。2015年7月3日に本編3巻までの出版が発表され、4巻以降の続刊は既刊の売り上げによるとされていたが、最終的に本編全10巻が刊行された。翻訳者は1 - 3および7巻がDaniel Huddleston、4 - 6巻がTyran Grillo、8 - 10巻がMatt Treyvaud。カバーイラストは創元SF文庫版の星野之宣のものを採用。

1. 『Legend of the Galactic Heroes, Vol. 1: Dawn』2016年3月8日発行、ISBN 978-1-4215-8494-2
2. 『Legend of the Galactic Heroes, Vol. 2: Ambition』2016年7月19日発行、ISBN 978-1-4215-8495-9
3. 『Legend of the Galactic Heroes, Vol. 3: Endurance 』2016年11月15日発行、ISBN 978-1-4215-8496-6
4. 『Legend of the Galactic Heroes, Vol. 4: Stratagem』2017年6月20日発行、ISBN 978-1-4215-8497-3
5. 『Legend of the Galactic Heroes, Vol. 5: Mobilization』2017年11月21日発行、ISBN 978-1-4215-8498-0
6. 『Legend of the Galactic Heroes, Vol. 6: Flight』2018年4月17日発行、ISBN 978-1-4215-8499-7
7. 『Legend of the Galactic Heroes, Vol. 7: Tempest』2018年8月21日発行、ISBN 978-1-4215-8529-1
8. 『Legend of the Galactic Heroes, Vol. 8: Desolation』2018年12月18日発行、ISBN 978-1-4215-8501-7
9. 『Legend of the Galactic Heroes, Vol. 9: Upheaval』2019年7月16日発行、ISBN 978-1-4215-8502-4
10. 『Legend of the Galactic Heroes, Vol. 10: Sunset』2019年11月19日発行、ISBN 978-1-4215-8504-8

## 関連書籍
以下はすでに絶版になっている書籍も含む。フィルムコミックなど、アニメ版とより関係が深いものについては、ここでは除外する。括弧内は発行年月日と編著者などである。
なお銀河英雄伝説は「らいとすたっふ所属作家の著作物の二次利用に関する規定（2015年改訂版）」の対象に含まれており、一定の条件の元一定の範囲内で無許可の二次創作の作成公開が予め公認されている。

### 登場人物（ほか）事典
- 『エンサイクロペディア銀河英雄伝説』（1992年7月31日発行、編著：らいとすたっふ）ISBN 4-19-124916-9
  - 小説「銀河英雄伝説」作中の登場人物を紹介した人物事典。愛蔵版の刊行にあわせて刊行された。この版において掲載された物語中の登場人物は計614名となっている。
- 『新訂 エンサイクロペディア「銀河英雄伝説」』（1997年5月31日発行、編著：らいとすたっふ）ISBN 4-19-850377-X
  - 大幅に加筆修正した新版。徳間文庫版の刊行にあわせて刊行された。以前の版に「OVAオリジナルキャラクターの紹介」、「用語解説」が追加され、「銀河メカニック列伝」、「大年表」が削除されている。
- 『銀河英雄伝説ハンドブック』（2003年1月31日発行、監修：田中芳樹、協力：らいとすたっふ）ISBN 4-19-905132-5
  - さらに大幅に加筆修正した新版。徳間デュアル文庫版の30巻目として掉尾を飾った。主に人名事典、用語辞典からなり、「大年表」が復活。徳間文庫版に収録されていた他作家の解説、田中芳樹の1980年代の対談なども収録されている。人名事典については以前の版から長足の進歩を遂げている。
- 『銀河英雄伝説事典』（2018年3月22日発行、監修：田中芳樹、編集：らいとすたっふ）ISBN 4-48-872516-3
  - 創元SF文庫版。徳間版「ハンドブック」を底本とした内容だが、「艦船名事典」が追加された（「エンサイクロペディア」における「メカニック列伝」とは別もの）。

### 副読本
- 『「銀河英雄伝説」読本』（1997年3月31日発行、編著：らいとすたっふ）ISBN 4-19-860661-7
  - OVA版の本編シリーズ終了に合わせて刊行。原作者インタビューなどのほか、当時単行本未収録の外伝「ダゴン星域会戦記」など、「黄金の翼」以外の短篇の外伝が一括収録されていた。道原かつみによる解説や対談のほか、藤田和日郎の対談なども収録されている。

### 同人誌アンソロジー
- 『全艦出撃!!』シリーズ
  - 『全艦出撃!!』（1992年2月18日発行、監修：田中芳樹事務所）ISBN 4-19-124770-0
  - 『全艦出撃!!2 出力全開』（1992年10月31日発行、監修：らいとすたっふ）ISBN 4-19-124988-6
  - 『全艦出撃!!3 凱旋勝利』（1993年9月30日発行、監修：らいとすたっふ）ISBN 4-19-125286-0
『銀河英雄伝説』（原作小説）発刊10周年記念企画の一環[32]として、徳間書店より1992年 - 1993年に3巻発行された。
第1巻および第2巻は、同人誌として発表された『銀河英雄伝説』に関連する小説 / 漫画 / イラストなどの選集。第3巻はそれに加えて同巻の作成に際して募集した作品およびゲストによる作品が収録されている。
『全艦出撃!!』第1巻に収録された対談によると、『銀河英雄伝説』の同人誌が出現し始めたのは原作第5巻が出版された頃（1985年4月）であり、その後道原かつみによる『黄金の翼』の発表やアニメ化などによって拡大が起こった。劇場版アニメ第1作公開 - OVA版第1期リリースの時期にあたる1988年から1989年には同人誌の即売会などでもそれが具現化しており、1989年8月に開催された第36回コミックマーケットでは『銀英伝』という名称でジャンルとして確立している（同カタログP277）。
- 『天下無敵あどりぶ銀英伝』（1994年9月30日発行、監修：らいとすたっふ）
- 『あなたの知らない銀英伝』（高橋なの、1994年、徳間書店、アニメージュコミックススペシャル、ISBN 978-4-19-770029-5）
『アニパロコミックス』（みのり書房）で連載していたパロディ作品。帝国、同盟がそれぞれ帝国町、同盟町という隣接した町にある高校となっており、ラインハルト、ヤンはそれぞれの高校の生徒会長となっている。

### 公式トリビュート
- 『銀河英雄伝説列伝〈1〉 晴れあがる銀河』（2020年10月30日発行、監修・序文：田中芳樹）ISBN 978-4-488-72517-4
  - 書き下ろしにより創元SF文庫より刊行。作品世界に基づき、複数の作家が書いた短編作品を集成した公式トリビュートとされる[33]。
  - 収録作品：小川一水「竜神滝（ドラッハ・ヴァッサーフェル）の皇帝陛下」 / 石持浅海「士官学校生の恋」 / 小前亮「ティエリー・ボナール最後の戦い」 / 太田忠司「レナーテは語る」 / 高島雄哉「星たちの舞台」 / 藤井太洋「晴れあがる銀河」

## メディア展開・商品化
出版元である徳間書店が各メディアへの進出を画策していたことから、徳間の人気作であった本作は漫画・アニメといった各娯楽メディアへの展開がなされた。また、ゲーム・パチンコ・演劇なども製作されている。
漫画

1986年に発行された書き下ろし原作による外伝『黄金の翼』を始め、一部が漫画化されている。
アニメ

1988年に公開された劇場版を始めとして、大部分のエピソードがアニメ化されている。
オーディオブック

唯一、アニメ化がされていない原作小説、ユリアンのイゼルローン日記はアニメ出演声優が再集結し、Kikubonにてオーディオブックで配信されている。
銀河英雄伝説公式ポータルサイト
田中芳樹の事務所らいとすたっふと株式会社アールアールジェイの両社で運営されている銀河英雄伝説公式ポータルが開始された。
公式ポータルサイト「銀河英雄伝説」は、作家田中芳樹の書いたSF小説『銀河英雄伝説』ならびに、その関連商品の情報をファンにまとめて伝えるために開設。田中芳樹もたびたび登場して動画などで直接、銀河英雄伝説について語っている。
ゲーム、パチンコ

携帯サイト
2008年10月より株式会社アールアールジェイより、いわゆるフィーチャーフォン向けのキャリア公式サイトがオープン中。
待受け画像、FLASH、カレンダー、メール素材、動画、クイズや人物紹介、用語解説などの各テキストコンテンツを配信。
演劇
2011年から物語の一部が舞台劇化されている。詳しくは別節を参照。
ミュージカル

実写

関連グッズ
ファンの年齢層がやや高めでもあることから、キャラクター商品としての関連グッズの販売は、あまり積極的には行われてこなかった。特典的商品としてのカレンダーやトランプが存在する。
2006年より、造形工房アルバクリエイツから、12,000分の1スケールの完成品戦艦模型「銀河英雄伝説フリート・ファイル・コレクション」が順次発売。
2021年12月には株式会社エイチエムエーから、上記アルバクリエイツも協力し、プラモキット「1/8000スケール ブリュンヒルト」が発売予定。メカデザインを担当した加藤直之によるディテール設定・監修を受けている。

### 漫画版
2015年10月現在、道原かつみ・鴨下幸久・藤崎竜の作画により、一部が漫画化されている。掲載誌およびコミックスは、道原、鴨下が徳間書店、藤崎の漫画が集英社から発行。

#### 初出・連載
特に記載のないものは道原かつみによる作画（参考：「Noël」1994 WINTER号〔徳間書店「アニメージュ」1994年1月号増刊〕大特集・THE 田中芳樹 p213 - p247）
- 1986年 外伝『黄金の翼』アニメージュコミックス書き下ろし
  - この漫画のために原作が書き下ろされたことは前述のとおり。
  - 1992年にはOVAとしてアニメ化、劇場公開もされた。このアニメ版は他のシリーズとは声優、キャラクターデザイン、メカデザインなどが全く異なり、道原の漫画を忠実に再現したものとなっている。これは原作者田中芳樹が、元々道原の作画を前提に原作を書き下ろしたものであることから「道原コミック版のアニメ化」を希望したためと言われている。
- 1987年12月 外伝『白銀の谷』「SFアドベンチャー増刊」銀河英雄伝説特集号に掲載（鴨下幸久作画）
  - 『トラブル★トライアングル』（1994年4月20日発行、作：田中芳樹、画：鴨下幸久、アニメージュコミックススペシャル）ISBN 4-19-770004-0 に収録されている。表題作も田中芳樹の小説の漫画化作品である。
- 1988年 本編「月刊少年キャプテン」にて連載開始（1989年1月号-1992年3月号）
  - 以下、「Chara」連載分までに、本編野望篇までの内容が多少のアレンジ（ルビンスキーやホアン・ルイを女性とするなど）を交えつつ収められている。時折言われる「月刊少年キャプテン休刊による同誌での連載終了」は誤り。同誌の休刊は1997年である。
  - この漫画化前に、道原かつみにより全ての登場人物の性別を逆にしたものが製作発表風にまとめられ前述のアンソロジー本『全艦出撃!!』に掲載されている。ルビンスカヤ（女性版のルビンスキー）も、こちらが初出である。
- 1992年 本編「アニメージュ増刊Noël（ノエル）」1993 WINTER号にて連載再開
- 1994年 本編「Chara」にて連載開始（Vol.1-2000年2月号）
  - 掲載誌の変更ではあるが、実際はアニメージュ増刊という位置付けだった「Noël」（季刊）が「Chara」（隔月刊）として独立創刊した。
- 2006年 本編「月刊COMICリュウ」にて道原かつみの連載再開（2006年12月号（創刊2号）-2012年11月号）
  - 本編雌伏篇以降の内容での連載。
- 2015年 「週刊ヤングジャンプ」にて連載開始（藤崎竜作画、2015年45号-2020年8号）
- 2020年 「ウルトラジャンプ」にて移籍連載開始（藤崎竜作画、2020年3月号-）
  - 本編策謀篇以降の内容での連載。

#### 道原かつみ版
道原かつみ作画の作品は掲載誌変更などの理由により多くの版が存在する。

##### 本伝・外伝
初期コミック
最初に単行本として発行されたもの。B6サイズ。
- 『銀河英雄伝説外伝 黄金の翼』 徳間書店
  - 〈アニメージュコミックス〉、1986年8月10日発行、ISBN 4-19-776080-9
    - 巻頭口絵はステッカーになっており、巻末には原作本編紹介の4コマ漫画や田中芳樹による解説文などが掲載されている。

  - 〈少年キャプテンコミックススペシャル〉、1990年9月20日発行、ISBN 4-19-830092-5
    - 本編の「月刊少年キャプテン」連載時に新装発行された。

  - 〈アニメージュCharaコミックス〉、1995年9月発行、ISBN 4-19-960012-4
    - 「Chara」連載時に新装発行された。

- 『銀河英雄伝説』 徳間書店
  - 〈少年キャプテンコミックススペシャル〉、全6巻
    1. 1990年2月25日発行、ISBN 4-19-830021-6
    2. 「イゼルローン攻略」1990年12月20日発行、ISBN 4-19-830122-0
    3. 「帝国の残照」1991年10月15日発行、ISBN 4-19-831100-5
    4. 「アムリッツァ大会戦」1992年4月20日発行、ISBN 4-19-832041-1
    5. 1994年1月20日発行、ISBN 4-19-834010-2
    6. 1994年11月10日発行、ISBN 4-19-830036-4

  - 〈アニメージュCharaコミックス〉→〈Charaコミックス〉、全11巻
    1. 「アスターテ会戦」1995年9月発行、ISBN 4-19-960006-X
    2. 「イゼルローン攻略」1995年9月発行、ISBN 4-19-960007-8
    3. 「帝国の残照」1995年9月発行、ISBN 4-19-960008-6
    4. 「アムリッツァ大会戦」1995年9月発行、ISBN 4-19-960009-4
    5. 「新たなる序章」1995年9月発行、ISBN 4-19-960010-8
    6. 「ヤン艦隊出動」1995年9月発行、ISBN 4-19-960011-6
    7. 「流血の宇宙」1995年9月25日発行、ISBN 4-19-960004-3
    8. 「ドーリア星域の会戦」1996年9月25日発行、ISBN 4-19-960028-0
    9. 「勇気と忠誠」1998年3月25日発行、ISBN 4-19-960063-9
    10. 「誰がための勝利」1999年1月20日発行、ISBN 4-19-960087-6
    11. 「さらば、遠き日」2000年3月25日発行、ISBN 4-19-960122-8

総集編
「月刊少年キャプテン」連載時には、コミックスが発売される前にまず雑誌の形で「総集編」の発行が行われていた。B5サイズ。
- 『銀河英雄伝説 総集編』 徳間書店
  1. 1989年8月30日発行、少年キャプテン8月号増刊
  2. 1990年5月25日発行、少年キャプテン5月号増刊
  3. 1991年4月20日発行、少年キャプテン4月号増刊

コンビニコミック
「月刊COMICリュウ」での連載再開に合わせたコマーシャル的な発行。B6サイズ。
- 『銀河英雄伝説 黄金の翼&双璧編』 徳間書店〈トクマフェイバリットコミックス〉、2006年11月15日発行、ISBN 4-19-780365-6
  - 『黄金の翼』（本編紹介4コマ漫画や原作者による解説などは収録されていない）と上記1.の7巻の一部を再録。

愛蔵版
「月刊COMICリュウ」での連載再開を受けての発行。A5サイズ。
- 『銀河英雄伝説 愛蔵版』 徳間書店〈アニメージュコミックススペシャル〉、全6巻
  1. 2007年3月発行、ISBN 978-4-19-770137-7、上記1.の1・2巻の再録。この巻ならびに同日発売の2巻には発行日が記載されていない。
  2. 2007年3月発行、ISBN 978-4-19-770138-4、上記1.の3・4巻の再録。
  3. 2007年5月20日発行、ISBN 978-4-19-770139-1、上記1.の5・6巻の再録。
  4. 2007年6月20日発行、ISBN 978-4-19-770140-7、上記1.の7・8巻の再録。
  5. 2007年7月20日発行、ISBN 978-4-19-770141-4、上記1.の9・10巻の再録。
  6. 2007年8月20日発行、ISBN 978-4-19-770142-1、上記1.の11巻および『黄金の翼』（本編紹介4コマ漫画や原作者による解説などは収録されていない）の再録。

文庫版
- 『銀河英雄伝説』 徳間書店〈トクマコミックス〉、全8巻
  1. 2012年6月発行、ISBN 978-4-19-780534-1
  2. 2012年6月発行、ISBN 978-4-19-780535-8
  3. 2012年7月発行、ISBN 978-4-19-780541-9
  4. 2012年7月発行、ISBN 978-4-19-780542-6
  5. 2012年9月発行、ISBN 978-4-19-780544-0
  6. 2012年9月発行、ISBN 978-4-19-780545-7
  7. 2012年10月発行、ISBN 978-4-19-780548-8
  8. 2012年10月発行、ISBN 978-4-19-780549-5

##### 英雄たちの肖像
「月刊COMICリュウ」での連載分を収録したもの。なお、内容的には未完で、ランテマリオ星域会戦までである。
- 『銀河英雄伝説 英雄たちの肖像』 徳間書店〈RYU COMICS〉、全4巻、B6サイズの単行本。
  1. 2008年1月1日発行、ISBN 978-4-19-950062-6
  2. 2009年7月1日発行、ISBN 978-4-19-950124-1
  3. 2011年4月1日発行、ISBN 978-4-19-950237-8
  4. 2013年4月1日発行、ISBN 978-4-19-950335-1
- 『銀河英雄伝説 英雄たちの肖像』 徳間書店〈TOKUMA COMICS〉、全3巻
  1. 2014年3月15日発行、ISBN 978-4-19-780566-2
  2. 2014年9月25日発行、ISBN 978-4-19-780585-3
  3. 2015年3月25日発行、ISBN 978-4-19-780589-1

##### その他
- 『銀河英雄伝説外伝 黄金の翼 生原稿ver.』復刊ドットコム、2022年11月28日発行、ISBN 978-4-8354-5880-9
  - 原作小説刊行40周年を記念し「黄金の翼」の手描き原稿を再現収録したほか、原作小説「黄金の翼」、道原かつみによる『銀河英雄伝説』関連の同人誌発表作品やカラーイラストなどを収録する[36]。

#### 藤崎竜版
ストーリーはラインハルトの幼少期から始まり、原作外伝を含め時系列順に展開されている（原作の全てのエピソードを網羅しているわけではない）。また、艦船のデザインや名称は石黒版OVAをベースとしており、加藤直之を始めとしたOVA版の著作権表記が加えられている。
- 田中芳樹（原作）・藤崎竜（漫画） 『銀河英雄伝説』 集英社〈ヤングジャンプ・コミックス〉、既刊33巻（2025年8月19日現在）
  1. 2016年2月24日発行（2月19日発売[集 1]）、ISBN 978-4-08-890377-4
  2. 2016年5月24日発行（5月19日発売[集 2]）、ISBN 978-4-08-890439-9
  3. 2016年8月24日発行（8月19日発売[集 3]）、ISBN 978-4-08-890440-5
  4. 2016年11月14日発行（11月9日発売[集 4]）、ISBN 978-4-08-890441-2
  5. 2017年2月22日発行（2月17日発売[集 5]）、ISBN 978-4-08-890588-4
  6. 2017年5月24日発行（5月19日発売[集 6]）、ISBN 978-4-08-890638-6
  7. 2017年8月23日発行（8月18日発売[集 7]）、ISBN 978-4-08-890723-9
  8. 2017年11月22日発行（11月17日発売[集 8]）、ISBN 978-4-08-890780-2
  9. 2018年2月24日発行（2月19日発売[集 9]）、ISBN 978-4-08-890857-1
  10. 2018年4月24日発行（4月19日発売[集 10]）、ISBN 978-4-08-890896-0
  11. 2018年9月24日発行（9月19日発売[集 11]）、ISBN 978-4-08-891140-3
  12. 2018年12月24日発行（12月19日発売[集 12]）、ISBN 978-4-08-891142-7
  13. 2019年3月24日発行（3月19日発売[集 13]）、ISBN 978-4-08-891225-7
  14. 2019年6月24日発行（6月19日発売[集 14]）、ISBN 978-4-08-891313-1
  15. 2019年9月24日発行（9月19日発売[集 15]）、ISBN 978-4-08-891379-7
  16. 2019年12月24日発行（12月19日発売[集 16]）、ISBN 978-4-08-891446-6
  17. 2020年3月24日発行（3月19日発売[集 17]）、ISBN 978-4-08-891497-8
  18. 2020年7月22日発行（7月17日発売[集 18]）、ISBN 978-4-08-891642-2
  19. 2020年12月23日発行（12月18日発売[集 19]）、ISBN 978-4-08-891738-2
  20. 2021年4月24日発行（4月19日発売[集 20]）、ISBN 978-4-08-891847-1
  21. 2021年8月23日発行（8月18日発売[集 21]）、ISBN 978-4-08-892060-3
  22. 2021年12月22日発行（12月17日発売[集 22]）、ISBN 978-4-08-892174-7
  23. 2022年4月24日発行（4月19日発売[集 23]）、ISBN 978-4-08-892281-2
  24. 2022年8月24日発行（8月19日発売[集 24]）、ISBN 978-4-08-892410-6
  25. 2023年1月24日発行（1月19日発売[集 25]）、ISBN 978-4-08-892584-4
  26. 2023年4月23日発行（4月18日発売[集 26]）、ISBN 978-4-08-892668-1
  27. 2023年8月23日発行（8月18日発売[集 27]）、ISBN 978-4-08-892753-4
  28. 2023年12月24日発行（12月19日発売[集 28]）、ISBN 978-4-08-893041-1
  29. 2024年4月23日発行（4月18日発売[集 29]）、ISBN 978-4-08-893211-8
  30. 2024年8月24日発行（8月19日発売[集 30]）、ISBN 978-4-08-893358-0
  31. 2024年12月23日発行（12月18日発売[集 31]）、ISBN 978-4-08-893483-9
  32. 2025年4月17日発売[集 32]、ISBN 978-4-08-893688-8
  33. 2025年8月19日発売[集 33]、ISBN 978-4-08-893778-6

### アニメ版

#### アニメ『銀河英雄伝説』シリーズ（1988-2000）
1988年から2000年にかけて劇場公開アニメ3作、OVA本伝（全110話）、外伝（全52話）が随時公開・リリースされた。アニメーション制作はキティ・フィルム・ケイファクトリーほか。
下記『銀河英雄伝説 Die Neue These』の始動後は、シリーズ総監督を務めた石黒昇からとってしばしば「石黒監督版」と総称されている。

#### アニメ『銀河英雄伝説 Die Neue These』（2018-）
『銀河英雄伝説 Die Neue These』（ぎんがえいゆうでんせつ ディ・ノイエ・テーゼ）は、2018年よりProduction I.G（以下「I.G」）および松竹が共同製作・展開するアニメーション作品、I.Gはアニメーションを実制作する。
前述した石黒監督版のリメイクではなく、原作の再アニメ化を謳っており、石黒監督版から製作体制およびキャスト・スタッフを一新しているが、石黒監督版に関わった3社もスタッフに参与している。副題の『Die Neue These』は「新論」、意訳で「新説」を意味する。石黒監督版のリメイクでない事を反映して、原作では不明な艦船名は、石黒監督版と異なる名となっている（銀河英雄伝説の登場艦船参照）。
第1シーズン『銀河英雄伝説 Die Neue These 邂逅』（ぎんがえいゆうでんせつ ディ・ノイエ・テーゼ かいこう）は、テレビアニメシリーズとして2018年4月から6月まで各放送局で放送された。
第2シーズン『銀河英雄伝説 Die Neue These 星乱』（ぎんがえいゆうでんせつ ディ・ノイエ・テーゼ せいらん）は、2019年に全国の映画館でイベント上映された（全12話を3章に分け、9月27日、10月25日、11月29日に上映）。2020年1月にはCS局・ファミリー劇場にてテレビ初放送された。
2020年4月より、NHK Eテレにて『邂逅』・『星乱』を通して放送開始。Eテレ版では楽曲および映像をオープニング・エンディング共に新規作成したものとなり、BGMに用いられたアレンジ版の差し替えも行われた。
2022年の春より第3シーズン『銀河英雄伝説 Die Neue These 激突』（ぎんがえいゆうでんせつ ディ・ノイエ・テーゼ げきとつ）が引き続き全12話を3章に分け、同年3月4日、4月1日、5月13日に随時劇場公開。
2022年の秋より第4シーズン『銀河英雄伝説 Die Neue These 策謀』（ぎんがえいゆうでんせつ ディ・ノイエ・テーゼ さくぼう）が引き続き全12話を3章に分け、同年9月30日、10月28日、11月25日に随時劇場公開。

##### 製作略歴
2015年、I.Gが2017年から「新アニメプロジェクト」を始動、自社がアニメを制作することを発表。2017年5月には制作体制の概要を発表（下記参照）。同年9月20日にはメインキャスト・スタッフの発表および特別プロモーション映像が上映されるイベント『新アニメプロジェクト「銀河英雄伝説」イベント〜星々の邂逅〜』が開催された。
ここで新アニメプロジェクト全体における副題「Die Neue These」と製作陣の詳細も公開され、I.Gはアニメだけではなく製作も松竹と共同担当することが明らかとなった。なお製作にはDMM picturesも「製作協力」名義で加わっており、日本国外での各種権利と日本国内のインターネット配信権がライセンス供与される。
2020年9月14日、Eテレでの放送終了後、続編全24話（第二十五話 - 第四十八話）の制作決定が発表。
2021年10月には続報があり、上記のとおり第3シーズンの詳報が発表。
2023年11月に開催されたノイエ銀英伝5周年記念イベントにて、第4シーズン「策謀」より後の物語を描く続編製作決定を発表。同時に第1シーズンから第4シーズンを日本テレビ深夜アニメ枠「AnichU」で2024年1月17日から放送する事も併わせて発表。同年夏ごろから放送予定の第3シーズンと秋ごろから放送予定の第4シーズンはテレビ初放送となる。

##### 装甲服のデザイン
多田監督は『帝国側は防御力が高く、同盟側は装甲が薄いのを俊敏性で補う作りです。』と語った。

##### 紋章のデザイン
秋篠Denforword日和は『フェザーンはリボンをモチーフにしています。』と語った。

##### キャスト
キャスト記載は公式サイトに掲載されているものに限る（出典右記参照）。
- ラインハルト・フォン・ローエングラム - 宮野真守
- ヤン・ウェンリー - 鈴村健一
- ジークフリード・キルヒアイス - 梅原裕一郎
- ユリアン・ミンツ - 梶裕貴
- パウル・フォン・オーベルシュタイン - 諏訪部順一
- ウォルフガング・ミッターマイヤー - 小野大輔
- オスカー・フォン・ロイエンタール - 中村悠一
- アレックス・キャゼルヌ - 川島得愛
- フレデリカ・グリーンヒル - 遠藤綾
- ワルター・フォン・シェーンコップ - 三木眞一郎
- アンネローゼ・フォン・グリューネワルト - 坂本真綾
- ヒルデガルド・フォン・マリーンドルフ - 花澤香菜
- オリビエ・ポプラン - 鈴木達央
- ダスティ・アッテンボロー - 石川界人
- アドリアン・ルビンスキー - 手塚秀彰
- ドミニク・サン・ピエール - 園崎未恵
- ルパート・ケッセルリンク - 野島健児
- ナレーション - 下山吉光

##### スタッフ
出典については基本的に右記を参照
|                                      | 第1期                        | 第2期                        | 第3期・第4期                           | 備考                                                                       |
| ------------------------------------ | ---------------------------- | ---------------------------- | -------------------------------------- | -------------------------------------------------------------------------- |
| 原作                                 | 田中芳樹 （東京創元社刊）    | 田中芳樹 （東京創元社刊）    | 田中芳樹 （東京創元社刊）              |                                                                            |
| 監修                                 | らいとすたっふ               | らいとすたっふ               | らいとすたっふ                         | Eテレ版では、らいとすたっふ代表である 安達裕章の名前も併記                 |
| 企画協力                             | キティエンターテインメント   | キティエンターテインメント   | キティエンターテインメント             | Eテレ版ではキティ社長である 多賀英典の名前に置き換わっている               |
| 監督                                 | 多田俊介                     | 多田俊介                     | 多田俊介                               |                                                                            |
| 助監督                               | 森山悠二郎                   | 森山悠二郎                   | 森山悠二郎                             |                                                                            |
| シリーズ構成                         | 高木登                       | 高木登                       | 高木登                                 |                                                                            |
| キャラクターデザイン                 | 菊地洋子、寺岡巌、津島桂     | 菊地洋子、寺岡巌、津島桂     | 菊地洋子、寺岡巌、津島桂               |                                                                            |
| 総作画監督                           | 後藤隆幸、菊地洋子           | 後藤隆幸、菊地洋子           | 後藤隆幸、菊地洋子                     |                                                                            |
| 特技監督                             | 竹内敦志                     | 竹内敦志                     | 竹内敦志                               |                                                                            |
| メカデザイン                         | 竹内敦志、臼井伸二、常木志伸 | 竹内敦志、臼井伸二、常木志伸 | 竹内敦志、臼井伸二、常木志伸           |                                                                            |
| オリジナルメカデザイン               | 加藤直之                     | 加藤直之                     | 加藤直之                               |                                                                            |
| プロップデザイン                     | 太田恵子                     | 太田恵子                     | 太田恵子                               |                                                                            |
| プロップ・紋章デザイン               | 秋篠Denforword日和           | 秋篠Denforword日和           | 秋篠Denforword日和                     |                                                                            |
| 3D                                   | I.G3D                        | I.G3D                        | ランドック・スタジオ I.G3D             |                                                                            |
| 3D監督                               | 森本シグマ                   | 森本シグマ                   | 磯部兼士                               |                                                                            |
| 美術                                 | Bamboo                       | Bamboo                       | Bamboo                                 |                                                                            |
| 美術監督                             | 竹田悠介                     | 竹田悠介                     | 竹田悠介                               |                                                                            |
| 美術設定                             | 塩澤良憲、曽野由大、藤井一志 | 塩澤良憲、曽野由大、藤井一志 | 塩澤良憲、曽野由大、藤井一志           |                                                                            |
| 美術デザイン                         | 渡部隆                       | 渡部隆                       | 渡部隆                                 |                                                                            |
| 色彩設計                             | 竹田由香                     | 竹田由香                     | 竹田由香                               |                                                                            |
| 音響監督                             | 三間雅文                     | 三間雅文                     | 三間雅文                               |                                                                            |
| 撮影監督                             | 荒井栄児                     | 荒井栄児                     | 荒井栄児                               |                                                                            |
| 編集                                 | 植松淳一                     | 植松淳一                     | 黒澤雅之                               |                                                                            |
| 音楽                                 | 橋本しん (sin) 、井上泰久    | 橋本しん (sin) 、井上泰久    | 橋本しん (sin) 、井上泰久              |                                                                            |
| 音楽制作                             | ROOFTOP                      | ROOFTOP                      | ROOFTOP                                | 音楽制作協力 Sony Music Publishing (Japan)Inc.                             |
| エグゼクティブプロデューサー         | 郡司幹雄                     | 郡司幹雄                     | 郡司幹雄                               |                                                                            |
| プロデューサー                       | 田坂秀将                     | 田坂秀将                     | 田坂秀将                               |                                                                            |
| ゼネラルアニメーションプロデューサー | 黒木類                       | 黒木類                       | 黒木類                                 |                                                                            |
| アニメーションプロデューサー         | 磯部真彩                     | 磯部真彩                     | 磯部真彩                               |                                                                            |
| アニメーション制作                   | Production I.G               | Production I.G               | Production I.G                         |                                                                            |
| 制作協力                             | 徳間書店                     | 徳間書店                     | 徳間書店                               | Eテレ版では徳間書店社員(当時)である 松下俊也・石田潤一郎・林真の名前も併記 |
| 製作協力                             | 亀山敬司、DMM pictures       | 亀山敬司、DMM pictures       | 亀山敬司、DMM pictures                 |                                                                            |
| 宣伝協力                             | アールアールジェイ           | アールアールジェイ           | アールアールジェイ                     |                                                                            |
| 製作                                 | 松竹・Production I.G         | 松竹・Production I.G         | 銀河英雄伝説 Die Neue These 製作委員会 |                                                                            |

##### 主題歌

###### オリジナル版
民放における放送時も同様。（日テレ放送版では既存オープニングを割愛してタイトルロゴが出るだけとなっているので、OP楽曲も流れない）
オープニングテーマ「Binary Star」（第1話 - 第24話）
作詞 - Benjamin & mpi / 作曲・編曲 - 澤野弘之 / 歌 - SawanoHiroyuki[nZk]:Uru
オープニングテーマ「dust」(第25話 - 第48話）
作詞 - cAnON. / 作曲・編曲 - 澤野弘之 / 歌 - SennaRin
エンディングテーマ「WISH」（第1話 - 第12話）
作詞 - Satomi / 作曲 - しほり / 編曲 - 前口渉 / 歌 - ELISA
エンディングテーマ「Tranquility」（第13話 - 第24話）
作詞 - Benjamin & mpi / 作曲・編曲 - 澤野弘之 / 歌 - SawanoHiroyuki[nZk]:Anly
エンディングテーマ「melt」（第25話 - 第48話、日テレ放送版　第1話 - ）
作詞 - 茜雫凛＆cAnON., 澤野弘之 / 作曲・編曲 - 澤野弘之 / 歌 - SennaRin

###### NHK Eテレ版
オープニングテーマ「CRY」
作詞 - 澤野弘之、Benjamin & mpi / 作曲・編曲 - 澤野弘之 / 歌 - SawanoHiroyuki[nZk]:mizuki
エンディングテーマ「光の星」
作詞・作曲 - SIRA / 編曲 - 前口渉 / 歌 - ELISA

##### 評価
「ニュータイプアニメアワード2017-2018」ではサウンド賞で橋本しん、井上泰久が7位、監督賞で多田俊介が8位、脚本賞で高木登が8位、メカデザイン賞で竹内敦志、臼井伸二、常木志伸が3位をそれぞれ獲得している。

##### 各話リスト
※ Eテレ版では第1・第2シーズンを通して放送するのでシーズン表記は無い
| 話数             | サブタイトル                       | 脚本             | 絵コンテ                       | 演出                      | 作画監督 |                  |                  |                  |                  |                  |                  |                  |                  |                  |                  |                  |                  |                  |                  |                  |                  |                  |                  |                  |
| 第1シーズン 邂逅 | 第1シーズン 邂逅                   | 第1シーズン 邂逅 | 第1シーズン 邂逅               | 第1シーズン 邂逅          | 第1シーズン 邂逅                                                                                              | 第1シーズン 邂逅 | 第1シーズン 邂逅 | 第1シーズン 邂逅 | 第1シーズン 邂逅 | 第1シーズン 邂逅 | 第1シーズン 邂逅 | 第1シーズン 邂逅 | 第1シーズン 邂逅 | 第1シーズン 邂逅 | 第1シーズン 邂逅 | 第1シーズン 邂逅 | 第1シーズン 邂逅 | 第1シーズン 邂逅 | 第1シーズン 邂逅 | 第1シーズン 邂逅 | 第1シーズン 邂逅 | 第1シーズン 邂逅 | 第1シーズン 邂逅 | 第1シーズン 邂逅 |
| ---------------- | ---------------------------------- | ---------------- | ------------------------------ | ------------------------- | --- | ---------------- | ---------------- | ---------------- | ---------------- | ---------------- | ---------------- | ---------------- | ---------------- | ---------------- | ---------------- | ---------------- | ---------------- | ---------------- | ---------------- | ---------------- | ---------------- | ---------------- | ---------------- | ---------------- |
| 第一話           | 永遠の夜の中で                     | 高木登           | 多田俊介                       | 多田俊介                  | 石井明治 後藤隆幸                                                                                             |                  |                  |                  |                  |                  |                  |                  |                  |                  |                  |                  |                  |                  |                  |                  |                  |                  |                  |                  |
| 第二話           | アスターテ会戦                     | 高木登           | 多田俊介                       | 多田俊介                  | 石井明治 |                  |                  |                  |                  |                  |                  |                  |                  |                  |                  |                  |                  |                  |                  |                  |                  |                  |                  |                  |
| 第三話           | 常勝の天才                         | 根元歳三         | 森山悠二郎                     | 鈴木孝聡                  | 窪田康高 福原麻衣 藤城香菜                                                                                    |                  |                  |                  |                  |                  |                  |                  |                  |                  |                  |                  |                  |                  |                  |                  |                  |                  |                  |                  |
| 第四話           | 不敗の魔術師                       | 吉永亜矢         | 松澤建一                       | 松澤建一                  | 宮川智恵子 小谷杏子                                                                                           |                  |                  |                  |                  |                  |                  |                  |                  |                  |                  |                  |                  |                  |                  |                  |                  |                  |                  |                  |
| 第五話           | 第十三艦隊誕生                     | 高木登           | 川崎逸朗                       | 市橋佳之                  | 永島明子 植田実 蘇武裕子                                                                                      |                  |                  |                  |                  |                  |                  |                  |                  |                  |                  |                  |                  |                  |                  |                  |                  |                  |                  |                  |
| 第六話           | イゼルローン攻略[前編]             | 高木登           | 松澤建一                       | 松澤建一                  | 窪田康高 藤代香菜 福原麻衣                                                                                    |                  |                  |                  |                  |                  |                  |                  |                  |                  |                  |                  |                  |                  |                  |                  |                  |                  |                  |                  |
| 第七話           | イゼルローン攻略[後編]             | 瀬古浩司         | 山本秀世                       | 鈴木孝聡                  | 小谷杏子 宮川智恵子                                                                                           |                  |                  |                  |                  |                  |                  |                  |                  |                  |                  |                  |                  |                  |                  |                  |                  |                  |                  |                  |
| 第八話           | カストロプ動乱                     | 根元歳三         | 金子信吾                       | 小村方宏治                | Production I.G新潟スタジオ 下妻日紗子 新野量太 蘇武裕子                                                       |                  |                  |                  |                  |                  |                  |                  |                  |                  |                  |                  |                  |                  |                  |                  |                  |                  |                  |                  |
| 第九話           | それぞれの星                       | 吉永亜矢         | 川崎逸郎                       | 松澤建一                  | 石井明治 |                  |                  |                  |                  |                  |                  |                  |                  |                  |                  |                  |                  |                  |                  |                  |                  |                  |                  |                  |
| 第十話           | 幕間狂言                           | 谷村大四郎       | 中澤一登                       | 北久保弘之                | 窪田康高 蘇武裕子 もといぎひろあき 吉岡敏幸 藤川太                                                            |                  |                  |                  |                  |                  |                  |                  |                  |                  |                  |                  |                  |                  |                  |                  |                  |                  |                  |                  |
| 第十一話         | 死線[前編]                         | 高木登           | 森山悠二郎                     | 森山悠二郎                | 植田実 永島明子                                                                                               |                  |                  |                  |                  |                  |                  |                  |                  |                  |                  |                  |                  |                  |                  |                  |                  |                  |                  |                  |
| 第十二話         | 死線[後編]                         | 高木登           | 頂真司                         | 須之内佑典                | 津島圭 藤城香菜 石井明治 窪田康高 蘇武裕子 菊地洋子 後藤隆幸                                                  |                  |                  |                  |                  |                  |                  |                  |                  |                  |                  |                  |                  |                  |                  |                  |                  |                  |                  |                  |
| 第2シーズン 星乱 |                                    |                  |                                |                           | |                  |                  |                  |                  |                  |                  |                  |                  |                  |                  |                  |                  |                  |                  |                  |                  |                  |                  |                  |
| 第十三話         | アムリッツァ                       | 谷村大四郎       | 川崎逸郎                       | 多田俊介                  | 窪田康高 蘇武裕子 津島桂 菊地洋子 後藤隆幸                                                                    |                  |                  |                  |                  |                  |                  |                  |                  |                  |                  |                  |                  |                  |                  |                  |                  |                  |                  |                  |
| 第十四話         | 皇帝崩御                           | 吉永亜矢         | 頂真司                         | いとがしんたろー          | 石川真理子 片桐貴悠                                                                                           |                  |                  |                  |                  |                  |                  |                  |                  |                  |                  |                  |                  |                  |                  |                  |                  |                  |                  |                  |
| 第十五話         | 嵐の前                             | 谷村大四郎       | 小林敦                         | 松澤建一                  | 小谷杏子 永島明子 植田実                                                                                      |                  |                  |                  |                  |                  |                  |                  |                  |                  |                  |                  |                  |                  |                  |                  |                  |                  |                  |                  |
| 第十六話         | 発火点                             | 吉永亜矢         | 頂真司                         | 小村方宏治                | 蘇武裕子 窪田康高 石井明治                                                                                    |                  |                  |                  |                  |                  |                  |                  |                  |                  |                  |                  |                  |                  |                  |                  |                  |                  |                  |                  |
| 第十七話         | ヤン艦隊出動                       | 高木登           | 頂真司                         | 小村方宏治                | 具志堅眞由 津島桂 菊地洋子 西畑あゆみ 植田実 後藤隆幸                                                         |                  |                  |                  |                  |                  |                  |                  |                  |                  |                  |                  |                  |                  |                  |                  |                  |                  |                  |                  |
| 第十八話         | 流血の宇宙                         | 谷村大四郎       | 頂真司                         | 小笠原一馬                | 窪田康高 蘇武裕子 後藤隆幸 菊地洋子                                                                           |                  |                  |                  |                  |                  |                  |                  |                  |                  |                  |                  |                  |                  |                  |                  |                  |                  |                  |                  |
| 第十九話         | ドーリア星域の会戦                 | 根元歳三         | 森田史 森山悠二郎              | 松澤建一                  | 後藤隆幸 菊地洋子 永島明子 小谷杏子 植田実                                                                    |                  |                  |                  |                  |                  |                  |                  |                  |                  |                  |                  |                  |                  |                  |                  |                  |                  |                  |                  |
| 第二十話         | 惨劇                               | 吉永亜矢         | 頂真司 森山悠二郎              | 飯山菜保子                | 窪田康高 津島桂 蘇武裕子 後藤隆幸                                                                             |                  |                  |                  |                  |                  |                  |                  |                  |                  |                  |                  |                  |                  |                  |                  |                  |                  |                  |                  |
| 第二十一話       | 誰がための勝利                     | 高木登           | 頂真司                         | 鈴木孝聡                  | 小谷杏子 永島明子 後藤隆幸                                                                                    |                  |                  |                  |                  |                  |                  |                  |                  |                  |                  |                  |                  |                  |                  |                  |                  |                  |                  |                  |
| 第二十二話       | 黄金樹は倒れた                     | 根元歳三         | 黄瀬和哉                       | 安藤貴史                  | 永島明子 津島桂 植田実 菊地洋子 後藤隆幸                                                                      |                  |                  |                  |                  |                  |                  |                  |                  |                  |                  |                  |                  |                  |                  |                  |                  |                  |                  |                  |
| 第二十三話       | さらば、遠き日                     | 高木登           | 小村方宏治                     | 小村方宏治                | 片桐貴悠 杉田まるみ 耳浦朋彰 渡辺愛 菊地洋子                                                                  |                  |                  |                  |                  |                  |                  |                  |                  |                  |                  |                  |                  |                  |                  |                  |                  |                  |                  |                  |
| 第二十四話       | わが友                             | 高木登           | 森山悠二郎                     | 多田俊介                  | 佐光幸恵 後藤隆幸 窪田康高 蘇武裕子 植田実                                                                    |                  |                  |                  |                  |                  |                  |                  |                  |                  |                  |                  |                  |                  |                  |                  |                  |                  |                  |                  |
| 第3シーズン 激突 |                                    |                  |                                |                           | |                  |                  |                  |                  |                  |                  |                  |                  |                  |                  |                  |                  |                  |                  |                  |                  |                  |                  |                  |
| 第二十五話       | 初陣                               | 高木登           | 多田俊介                       | 多田俊介                  | 窪田康高 小谷杏子 蘇武裕子 手塚麻美 宮川智恵子                                                                |                  |                  |                  |                  |                  |                  |                  |                  |                  |                  |                  |                  |                  |                  |                  |                  |                  |                  |                  |
| 第二十六話       | 双璧                               | 吉永亜矢         | 森山悠二郎                     | 鈴木孝聡                  | 永島明子 植田実 手塚麻美 後藤隆幸                                                                             |                  |                  |                  |                  |                  |                  |                  |                  |                  |                  |                  |                  |                  |                  |                  |                  |                  |                  |                  |
| 第二十七話       | 嵐の夜                             | 吉永亜矢         | 森山悠二郎                     | 河原龍太                  | 石井明治 中島裕里 山本径子                                                                                    |                  |                  |                  |                  |                  |                  |                  |                  |                  |                  |                  |                  |                  |                  |                  |                  |                  |                  |                  |
| 第二十八話       | 改革者                             | 根元歳三         | 小村方宏治                     | 小村方宏治                | 杉田まるみ 量山祐衣 耳浦朋彰 藤巻廉                                                                           |                  |                  |                  |                  |                  |                  |                  |                  |                  |                  |                  |                  |                  |                  |                  |                  |                  |                  |                  |
| 第二十九話       | はばたく禿鷹(ガイエ)               | 谷村大四郎       | 松澤建一                       | 松澤建一                  | 窪田康高 蘇武裕子 宮川智恵子 小谷杏子                                                                         |                  |                  |                  |                  |                  |                  |                  |                  |                  |                  |                  |                  |                  |                  |                  |                  |                  |                  |                  |
| 第三十話         | 細い一本の糸                       | 谷村大四郎       | 森田史 小笠原一馬              | 小笠原一馬                | 植田実 永島明子 手塚麻美 石井明治 窪田康高 後藤隆幸                                                           |                  |                  |                  |                  |                  |                  |                  |                  |                  |                  |                  |                  |                  |                  |                  |                  |                  |                  |                  |
| 第三十一話       | 失われたもの                       | 吉永亜矢         | 川崎逸郎                       | 飯山菜保子                | 石井明治 山本径子 中島裕里 量山祐衣                                                                           |                  |                  |                  |                  |                  |                  |                  |                  |                  |                  |                  |                  |                  |                  |                  |                  |                  |                  |                  |
| 第三十二話       | 査問会                             | 根元歳三         | 相澤伽月                       | まつもとよしひさ 鈴木孝聡 | 山崎輝彦 上野沙弥佳 海保仁美 石井明治 窪田康高 式部美代子 中島裕里 永島明子 藤巻廉 山本径子 菊池洋子 後藤隆幸 |                  |                  |                  |                  |                  |                  |                  |                  |                  |                  |                  |                  |                  |                  |                  |                  |                  |                  |                  |
| 第三十三話       | 武器なき戦い                       | 高木登           | 相澤伽月 森山悠二郎 小笠原一馬 | 鈴木孝聡                  | 蘇武裕子 宮川智恵子 窪田康高 式部美代子 菊池洋子 森田史                                                       |                  |                  |                  |                  |                  |                  |                  |                  |                  |                  |                  |                  |                  |                  |                  |                  |                  |                  |                  |
| 第三十四話       | 要塞対要塞 AktI:巨砲、相撃つ       | 森山悠二郎       | 多田俊介                       | 松澤建一                  | 手塚麻美 永島明子 山本径子 式部美代子 小谷杏子 後藤隆幸                                                       |                  |                  |                  |                  |                  |                  |                  |                  |                  |                  |                  |                  |                  |                  |                  |                  |                  |                  |                  |
| 第三十五話       | 要塞対要塞 AktII:激闘              | 森山悠二郎       | 森山悠二郎                     | 小村方宏治                | 石井明治 緒方美枝子 量山祐衣                                                                                  |                  |                  |                  |                  |                  |                  |                  |                  |                  |                  |                  |                  |                  |                  |                  |                  |                  |                  |                  |
| 第三十六話       | 要塞対要塞 AktIII:魔術師の帰還     | 森山悠二郎       | 森山悠二郎                     | 河原龍太                  | 窪田康高 宮川智恵子 式部美代子 手塚麻美                                                                       |                  |                  |                  |                  |                  |                  |                  |                  |                  |                  |                  |                  |                  |                  |                  |                  |                  |                  |                  |
| 第4シーズン 策謀 |                                    |                  |                                |                           | |                  |                  |                  |                  |                  |                  |                  |                  |                  |                  |                  |                  |                  |                  |                  |                  |                  |                  |                  |
| 第三十七話       | 要塞対要塞 AktⅣ:決着               | 森山悠二郎       | 多田俊介                       | 小笠原一馬                | 石井明治 津島桂 永島明子 山本径子 蘇武裕子 小谷杏子 菊池洋子 後藤隆幸                                         |                  |                  |                  |                  |                  |                  |                  |                  |                  |                  |                  |                  |                  |                  |                  |                  |                  |                  |                  |
| 第三十八話       | 決意と野心                         | 高木登           | 麻宮騎亜                       | 阿部将光                  | 津島桂 日向正樹 緒方美枝子 小谷杏子                                                                           |                  |                  |                  |                  |                  |                  |                  |                  |                  |                  |                  |                  |                  |                  |                  |                  |                  |                  |                  |
| 第三十九話       | 雷鳴                               | 吉永亜矢         | 相澤伽月                       | 河原龍太                  | 永島明子 量山祐衣 式部美代子 蘇武裕子                                                                         |                  |                  |                  |                  |                  |                  |                  |                  |                  |                  |                  |                  |                  |                  |                  |                  |                  |                  |                  |
| 第四十話         | 迷宮                               | 根元歳三         | 相澤伽月                       | 小笠原一馬                | 石井明治 藤巻廉 宮川智恵子 窪田康高                                                                           |                  |                  |                  |                  |                  |                  |                  |                  |                  |                  |                  |                  |                  |                  |                  |                  |                  |                  |                  |
| 第四十一話       | 矢は放たれた                       | 谷村大四郎       | 川崎逸郎                       | 飯山菜保子                | 窪田康高 宮川智恵子 中島裕里 藤巻廉                                                                           |                  |                  |                  |                  |                  |                  |                  |                  |                  |                  |                  |                  |                  |                  |                  |                  |                  |                  |                  |
| 第四十二話       | 銀河帝国正統政府                   | 高木登           | 小村方宏治                     | 飯山菜保子                | 石井明治 日向正樹 山本径子 手塚麻美                                                                           |                  |                  |                  |                  |                  |                  |                  |                  |                  |                  |                  |                  |                  |                  |                  |                  |                  |                  |                  |
| 第四十三話       | 宣戦布告                           | 谷村大四郎       | 森山悠二郎                     | 鈴木孝聡                  | 石井明治 日向正樹 山本径子 手塚麻美                                                                           |                  |                  |                  |                  |                  |                  |                  |                  |                  |                  |                  |                  |                  |                  |                  |                  |                  |                  |                  |
| 第四十四話       | 旅立ち                             | 吉永亜矢         | 森山悠二郎                     | 森山悠二郎                | 石井明治 山本径子 手塚麻美                                                                                    |                  |                  |                  |                  |                  |                  |                  |                  |                  |                  |                  |                  |                  |                  |                  |                  |                  |                  |                  |
| 第四十五話       | 皇帝廃立                           | 根元歳三         | 松澤建一                       | 鈴木孝聡                  | 永島明子 蘇武裕子 宮川智恵子 窪田康高 小谷杏子 緒方美枝子                                                     |                  |                  |                  |                  |                  |                  |                  |                  |                  |                  |                  |                  |                  |                  |                  |                  |                  |                  |                  |
| 第四十六話       | 作戦名「神々の黄昏(ラグナロック)」 | 谷村大四郎       | 小村方宏治                     | 小村方宏治                | 緒方美枝子 津島桂 Production I.G新潟スタジオ 量山祐衣 藤巻廉                                                  |                  |                  |                  |                  |                  |                  |                  |                  |                  |                  |                  |                  |                  |                  |                  |                  |                  |                  |                  |
| 第四十七話       | 鎮魂曲(レクイエム)への招待         | 根元歳三         | 松澤建一                       | 松澤建一                  | 日向正樹 窪田康高 山本径子 宮川智恵子 小谷杏子                                                                |                  |                  |                  |                  |                  |                  |                  |                  |                  |                  |                  |                  |                  |                  |                  |                  |                  |                  |                  |
| 第四十八話       | フェザーン占領                     | 高木登           | 多田俊介                       | 多田俊介                  | 石井明治 緒方美枝子 永島明子 量山祐衣 窪田康高 蘇武裕子 宮川智恵子                                            |                  |                  |                  |                  |                  |                  |                  |                  |                  |                  |                  |                  |                  |                  |                  |                  |                  |                  |                  |

##### 放送局
民放における放送情報
| 放送期間               | 放送時間                     | 放送局         | 対象地域   | 備考                      |
| ---------------------- | ---------------------------- | -------------- | ---------- | ------------------------- |
| 2018年4月3日 - 6月26日 | 火曜 21:00 - 21:30           | ファミリー劇場 | 日本全域   | CS放送 / リピート放送あり |
| 2018年4月5日 - 6月28日 | 木曜 22:30 - 23:00           | TOKYO MX       | 東京都     |                           |
| 2018年4月8日 - 7月1日  | 日曜 1:30 - 2:00（土曜深夜） | BS11           | 日本全域   | BS放送 / 『ANIME+』枠     |
|                        | 日曜 2:38 - 3:08（土曜深夜） | 毎日放送       | 近畿広域圏 | 『アニメシャワー』第2部   |

配信・特番に関する情報
インターネットでは「邂逅」がGYAO!が2018年4月4日より、その他の動画配信サービスでは4月8日の正午より配信された。
民放系では最速放送となるファミリー劇場では本放送前週にあたる3月31日の土曜21時 - 21時30分に特別番組『銀河の歩き方』を放送し、その直後21時30分 - 22時に第1話が先行放送された。登場した声優は宮野真守（ラインハルト役）、梅原裕一郎（キルヒアイス役）。
本放送においては、第8話と第9話の合間に『キルヒアイスのイゼルローン訪問記』と題した特別番組を放送。キルヒアイス役である梅原裕一郎がホストとなり、特別ゲストである広中雅志 （OVA版キルヒアイス役）、田中芳樹（原作者）と歓談した。
Eテレ版では放送開始の前週である2020年3月30日の月曜22時50分 - 23時15分に「銀河英雄伝説Die Neue These 放送開始スペシャル」を放送。本作ナレーターである下山吉光がナビゲーターとして顔出し出演した（MCはハライチの岩井勇気、ゲストはローランド）。ヤン役の鈴村健一とラインハルト役の宮野真守もビデオ出演した。
| 放送期間        | 放送時間           | 放送局         | 対象地域 | 備考                                                                                |
| --------------- | ------------------ | -------------- | -------- | ----------------------------------------------------------------------------------- |
| 2020年1月13日   | 月曜 19:00 - 21:00 | ファミリー劇場 | 日本全域 | CS放送 第13・14話先行放送                                                           |
| 2020年1月15日 - | 水曜 22:00 - 22:30 | ファミリー劇場 |          | レギュラー放送                                                                      |
| 2022年1月3日    | 月曜 12:00 - 17:30 | TOKYO MX       | 東京都   | 1期の第12話と合わせ劇場公開版(全3章)を一挙放送 本放送限定アイキャッチを適宜挿し込み |

NHKにおける放送情報
| 放送期間               | 放送時間           | 対象地域 |
| ---------------------- | ------------------ | -------- |
| 2020年4月6日 - 9月14日 | 月曜 22:50 - 23:15 | 日本全域 |

| NHK Eテレ 月曜 22:50 - 23:15 枠    | NHK Eテレ 月曜 22:50 - 23:15 枠                            | NHK Eテレ 月曜 22:50 - 23:15 枠                        |
| 前番組                             | 番組名                                                     | 次番組                                                 |
| ---------------------------------- | ---------------------------------------------------------- | ------------------------------------------------------ |
| アニメ枠 開始前 ※ 各種教養番組など | 『銀河英雄伝説 Die Neue These』 （2020年4月6日 - 9月14日） | SHIROBAKO（再放送） （2020年10月19日 - 2021年3月29日） |

##### BD / DVD
【第1・第2シーズン】
| 巻 | 発売日         | 発売日         | 収録話          | 規格品番  | 規格品番  | 規格品番  |
| 巻 | 劇場版         | 通常版         | 収録話          | 劇場版BD  | 通常版BD  | 通常版DVD |
| -- | -------------- | -------------- | --------------- | --------- | --------- | --------- |
| 1  |                | 2018年7月4日   | 第1話 - 第4話   |           | SHBR‐0496 | DASH-0001 |
| 2  | 2018年8月8日   | 第5話 - 第8話  | SHBR‐0497       | DASH-0002 |           |           |
| 3  | 2018年9月5日   | 第9話 - 第12話 | SHBR‐0498       | DASH-0003 |           |           |
| 4  | 2019年9月27日  | 2019年11月6日  | 第13話 - 第16話 | SHBR-0589 | SHBR-0592 | DASH-0042 |
| 5  | 2019年10月25日 | 2019年12月4日  | 第17話 - 第20話 | SHBR-0590 | SHBR-0593 | DASH-0043 |
| 6  | 2019年11月29日 | 2020年1月8日   | 第21話 - 第24話 | SHBR-0591 | SHBR-0594 | DASH-0044 |

【第3シーズン】
一般販売版（販売日未定）とは別に、松竹直営ECサイト内にバーチャル開設された「公式商品直販ショップPhezzzn」限定BD-BOXが2022年6月8日に販売（発送）。
この限定版は他流通を経由しない直販であり、売り上げは制作費へのリクープ（充当）や更なる続編制作への大きな貢献となることから、購入者には劇場上映版のエンドテロップ（ET）に指定した名前を掲載できる権利が付く（上映版では前述したとおり3話づつ一つの章にまとめられ各章ごとにETが流れるが、どの章のETに記載されるかは選べない。その他こまかい仕様については公式サイトを参照）。
なお、エンドテロップのフォントサイズが通常比150%以上となって、名前がさらに目立つバージョンの映像収録ディスクと特別な豪華特典が同梱されるBD-BOXも同時販売。

### 朗読・オーディオブック版
株式会社アールアールジェイより『銀河英雄伝説 -朗読-』のタイトルで、2013年6月よりAndroid・iOSインストール機器向けとして本伝・外伝をすべて朗読アプリ化して順次リリース（現在ではキクボンという朗読配信サイトにて配信中）。
こちらは、田中芳樹事務所より公認を受けた朗読音源となる。株式会社アールアールジェイ代表橋満克文により企画が立ち上がった当時、有限会社らいとすたっふ代表の安達裕章はブログにて『「本気ですか?」というよりは「正気ですか?」と聞きたくなった』と記している。
2014年11月19日に外伝5巻の朗読アプリのリリースが終わり、kikubonとアプリ共に配信が完了して朗読版は完結した。独唱形の朗読は、声優である下山吉光が行い、朗読時間にして約8000分の大作となった。
一通りオーディオブック化が完了した後は、OVA・アニメにて制作できていなかった原作の音源化に取り掛かり、3つの企画に取り組み完成させた。朗読は1章100円から聞くことができる。
朗読を行った下山吉光は『銀河英雄伝説 DIe Neue These』のナレーションも担当している。
2016年には株式会社アールアールジェイによる朗読・オーディオブック配信サイトにて、唯一アニメ化がされていなかった原作小説「ユリアンのイゼルローン日記」をアニメ出演声優が再集結して朗読制作・配信されている。
2017年6月21日に同社より、この朗読作品をCD化した「ユリアンのイゼルローン日記CDボックス」が発売された。CDは15枚組で、田中芳樹、らいとすたっふ、徳間書店の協力のもと制作され、原作者田中芳樹のインタビュー音源だけではなく、100頁のブックレットなどが付属。
ボックスの表紙にヤン・ウェンリー、裏面にはイゼルローン組のメンバーが描かれている。このイラストはCDのために修復されたものである。またCDボックスのリリースイベントは渋谷、名古屋、大阪、秋葉原で開催され、セル画や田中芳樹直筆の原稿などの資料が展示された。
また、イゼルローン日記CDボックスには「ダゴン星域会戦記」「黄金の翼」「下山吉光独唱版朗読『暁闇』（風雲篇第五章）」も収蔵されている。
このCDボックスにより屋良有作が「銀河英雄伝説」シリーズ全篇のナレーションを担当したことになり、アニメ化にあたり声優がすべて変更となった『黄金の翼』を堀川りょうと広中雅志によるラインハルトとキルヒアイスで演じることになった。イゼルローン日記のCDボックスで石黒版のカバーできなかった部分を補った。

#### 銀河英雄伝説 下山吉光独唱版 本伝・外伝
1. 下山吉光の独唱版として全15冊を朗読化した。総朗読時間は約8000分といわれている。
2. 朗読というものが認知される前から作品つくりに取り組んでおり、さらにクオリティを上げるために再収録版の制作を開始している。
3. 「ダゴン星域会戦記」の初音源化はkikubonでの朗読にて実現した。
4. 朗読者の下山吉光は、21世紀アニメ版『銀河英雄伝説 Die Neue These』ナレーションにキャスティングされている。

#### ユリアンのイゼルローン日記 キクボン オーディオブックCDボックス
1. アニメ化されていない小説作品の「銀河英雄伝説 ユリアンのイゼルローン日記」をアニメのキャストが再集結して朗読化した。
2. アニメ製作時に声優変更となった「黄金の翼」をラインハルト役：堀川りょう、ジークフリード・キルヒアイス役：広中雅志、アンネローゼ役：潘恵子、アレクサンドル・ビュコック役：富田耕生にて朗読化を行った。
3. アニメではキャストさえ定められていなかった「ダゴン星域会戦記」をアニメのナレーションを担当した屋良有作にて制作。キャラクターの声は新規でキャスティングした。

銀河英雄伝説 ユリアンのイゼルローン日記 アニメ声優出演版
2015年12月20日、kikubonにて配信。
キクボン（株式会社アールアールジェイ運営の声優による朗読やオーディオブック配信サービス）は唯一アニメ化されていない長編作品である「ユリアンのイゼルローン日記」を、OVAのオリジナルキャストを再集結して丸々1冊、音源化した。
2015年12月20日よりオリジナルフルキャスト版として販売が開始されている（全九章を朗読して完結）。
その模様を安達裕章は「伊達と酔狂きわまれり」と賛辞を贈っている。
亡くなったキャスト以外の声優は全て収録し、一言だけのキャラクターも含めて全てに声を充てている。また、ヤン・ウェンリーとイワン・コーネフ、ムライのセリフ部についてはユリアンのモノローグ処理とした。
2017年6月21日に全15枚組となる『銀河英雄伝説 ユリアンのイゼルローン日記』キクボン！オーディオブック版CDボックスが発売された。
CDボックスのイラストにはOVA銀河英雄伝説のヤン・ウェンリー、イゼルローン組のメンバーのイラストを使用している、
特典として、インタビューや対談音源、二次創作品などを含んだブックレットが同梱されている。
キャスト
- ユリアン・ミンツ：佐々木望
- アレックス・キャゼルヌ：キートン山田
- ワルター・フォン・シェーンコップ：羽佐間道夫
- ダスティ・アッテンボロー：井上和彦
- オリヴィエ・ポプラン：古川登志夫
- フレデリカ・グリーンヒル： 榊原良子
- ライナー・ブルームハルト： 難波圭一
- オルタンス・キャゼルヌ： 松尾佳子
- フョードル・パトリチェフ：塩屋浩三
- ラインハルト：堀川りょう
- ジークフリード・キルヒアイス： 広中雅志
- カスパー・リンツ：小杉十郎太
- アレクサンドル・ビュコック：富田耕生
- ブッシュ先生、誘拐犯、某議員： 白石稔
- 校長、テレビの宗教家、サックス少将・士官：三戸崇史
- ブルース・アッシュビー元夫人： 高山みなみ
- 政治家、ラン・ホー少佐：羽多野渉
- 捕虜の男、民間人：下山吉光
- ポプランの女：柿沼紫乃
- ローゼンリッター下士官、パーカスト大尉、兵士：金光宣明

銀河英雄伝説 黄金の翼 スペシャルキャスト版（広中雅志キルヒアイス ナレーション）
OVA版ではキャスト変更になった作品である、黄金の翼をラインハルト役：堀川りょう、ジークフリード・キルヒアイス役：広中雅志、アンネローゼ役：潘恵子、アレクサンドル・ビュコック役：富田耕生で配信。ナレーションは広中雅志が担当。
銀河英雄伝説  ダゴン星域会戦記 オリジナルキャスト版
ダゴン星域会戦記をアニメでナレーションを担当した屋良有作を朗読版でも起用した。その他キャストは独自キャストで制作された。本作はダゴン星域会戦記の初音源化ということになり、キクボンにて配信されている。
キャスト
- ナレーション：屋良有作
- リン・パオ：鳥海浩輔
- ユースフ・トパロウル：津田健次郎
- フロリンダ・ウェアハウザー：柚木涼香
- 国家安全保障委員＆銀河帝国皇帝：太田哲治
- ジョアン・パトリシオ：中博史
- ヤングブラッド＆シュミードリン：坪井智浩
- バルトバッフェル候ステファン＆ビロライネン大将：宗矢樹頼
- ヘルベルト大公：石野竜三
- インゴルシュタット：酒巻光宏
- ハーゼンクレーバー、ムンガイ：金光宣明
- アンドラーシュ：新居祐一
- ネイスミス・ウオード、通信士官：松原大典
- 同盟軍兵士：青山桐子
- オルトリッチ：白石稔
- オズヴァルト・ミュンツァー：下山吉光

### 舞台版
2011年から2015年にかけて舞台「銀河英雄伝説」実行委員会により上演された舞台 銀河英雄伝説と、舞台「銀河英雄伝説」制作実行委員会により2018年から上演されている舞台「銀河英雄伝説 Die Neue These」の2シリーズが存在する。

#### 舞台 銀河英雄伝説
第一章から第四章まで、外伝を含めて11作品が上演された。第一章では銀河帝国側を、第二章では自由惑星同盟をメインにした物語が描かれた。
舞台 銀河英雄伝説 第一章 銀河帝国編
2011年1月7日 - 1月16日、青山劇場
キャスト
- ラインハルト：松坂桃李
- キルヒアイス：崎本大海
- アンネローゼ：白羽ゆり
- マリーンドルフ：宇野実彩子
- ロイエンタール：東山義久
- ミッターマイヤー：中河内雅貴
- オーベルシュタイン：貴水博之
- メルカッツ：ジェームス小野田
- フリードリヒ4世：長谷川初範
- ラインハルト父：堀川りょう（特別出演）
- ビッテンフェルト：吉田友一
- メックリンガー：岡本光太郎
- シュナイダー：村上幸平
- ワーレン：土屋研二
- ルッツ：平野勲人
- シュターデン：ひわだこういち
- オフレッサー：中村憲刀
- シュトライト：北代高士
- アンスバッハ：高山猛久
- ブラウンシュヴァイク：園岡新太郎
- リッテンハイム：石鍋多加史 ほか

スタッフ
- 脚本：堀江慶 / 村上桃子 / 西田シャトナー
- 演出：堀江慶
- 音楽：三枝成彰
- 総合監修：田原正利
- 総合プロデュース：多賀英典
- 企画・製作：舞台「銀河英雄伝説」実行委員会（木下工務店 / キティ / エイベックス・ライヴ・クリエイティヴ / ニッポン放送 / イープラス） ほか

舞台 銀河英雄伝説 外伝 ミッターマイヤー・ロイエンタール篇
2011年6月22日 - 6月26日、サンシャイン劇場
初演に続き、ミッターマイヤー役は中河内雅貴、ロイエンタール役は東山義久が務めた。
キャスト
- ミッターマイヤー：中河内雅貴
- ロイエンタール：東山義久
- ドロイゼン：中塚皓平
- フレーゲル：三上俊
- ドーラ / レオノラ：長澤奈央
- アンスバッハ：高山猛久
- 拷問係：笠原竜司
- エヴァンゼリン：松島志歩
- アッカーマン：高樹京四郎
- コルプト：遠山大輔
- コルプトの弟：遠山裕介　ほか

スタッフ
- 脚本：ヨリコジュン
- 演出：宇治川まさなり
- 音楽：三枝成彰
- 総合監修：田原正利
- 総合プロデュース：多賀英典
- 企画：キティ / エイベックス・ライヴ・クリエイティヴ
- 製作：舞台「銀河英雄伝説」実行委員会（キティ / エイベックス・ライヴ・クリエイティヴ / ニッポン放送 / イープラス） ほか

舞台 銀河英雄伝説 外伝 オーベルシュタイン篇
2011年11月3日 - 11月23日、渋谷区文化総合センター さくらホール
初演に続き、オーベルシュタイン役は貴水博之が務めた。
キャスト
- オーベルシュタイン：貴水博之
- オトマール（パウルの父）：増沢望
- ステファン（パウルの兄）：岸祐二
- ゼークト：伊藤哲哉
- ラーベナルト：陰山泰
- キルヒアイス：崎本大海（友情出演）
- 少年期のステファン：松村泰一郎
- ビットナー：船戸慎士
- ニック：須加尾由二
- ダニロ：我善導
- アンスバッハ：高山猛久
- ゲストヴィッツ：中村哲人
- エリク：岡本龍太郎
- 少年期のパウル：澤田怜央
- 幼年期のステファン：畑敦
- メルセデス：今井久美子
- マルグリット：八鍬慶子
- カタリーナ：市川円香　ほか

スタッフ
- 脚本：河中志摩夫
- 演出：大岩美智子
- 音楽：三枝成彰
- 企画：キティエンターテインメント / エイベックス・ライヴ・クリエイティヴ
- 製作：舞台「銀河英雄伝説」実行委員会（キティ / エイベックス・ライヴ・クリエイティヴ / ニッポン放送 / イープラス）ほか

舞台 銀河英雄伝説 第二章 自由惑星同盟篇
2012年4月14日 - 4月22日、東京国際フォーラム / 同年4月28日 - 4月29日、NHK大阪ホール
キャスト
- ヤン：河村隆一
- ジェシカ：馬渕英俚可
- ラップ：野久保直樹
- ムライ：大澄賢也
- キャゼルヌ：天宮良
- ポプラン：中川晃教
- シェーンコップ：松井誠
- シトレ：西岡徳馬
- フレデリカ：はねゆり
- トリューニヒト：井田國彦
- パトリチェフ：金澤博
- アッテンボロー：荒木健太朗
- ゼークト（※ほかに無名端役も）：伊藤哲哉
- ナオミ：長澤奈央
- ユリアン：桑代貴明
- コーネフ：中村誠治郎
- シェイクリ：大山真志
- ヒューズ：仲原裕之
- クラフト：川隅美慎
- フォーク：樋口夢祈
- ある男：LGMonkees
- ムーア：深澤英之
- シュトックハウゼン：佐藤和久
- ラオ：石塚智司
- レベロ：遠山裕介
- ウィンザー：碓井菜央 − Wキャスト
- ウィンザー：佐藤愛美 − Wキャスト ほか

スタッフ
- 脚本：村上桃子
- 演出：西田大輔
- 音楽：三枝成彰 / 大平太一 / 出来田智史
- 振付：山崎たくや
- アクション殺陣：深澤英之
- 舞台監督：木村力
- 総合監修：田原正利
- 総合プロデュース：多賀英典
- 企画：キティ / エイベックス・ライヴ・クリエイティヴ
- 製作：舞台「銀河英雄伝説」実行委員会（キティ / エイベックス・ライヴ・クリエイティヴ / ニッポン放送 / イープラス） ほか

テーマソング「Searching for the light」
- アーティスト：河村隆一 with 銀河英雄伝説 Choir

舞台 銀河英雄伝説 撃墜王篇 angel of battlefield
2012年8月3日 - 12日、天王洲 銀河劇場
撃墜王のオリビエ・ポプランを主役とした物語で、自由惑星同盟篇に引き続き、中川晃教がポプラン役を務めた。
キャスト
- ポプラン：中川晃教
- キルヒアイス：横尾渉
- コールドウェル：二階堂高嗣
- コーネフ：中村誠治郎
- シェイクリ：大山真志
- ヒューズ：仲原裕之
- シェーンコップ：岩永洋昭
- モランビル：三上俊
- ナオミ：長澤奈央
- ミンツ：桑代貴明
- クラフト：川隅美慎
- ブルームハルト：松村泰一郎
- リンツ：海宝直人
- ザムチェフスキー：内藤大希
- ローエングラム：ニコラス・エドワーズ
- リンチ：高山猛久
- ルビンスキー：川合敏之
- レムシャイド：佐藤和久
- ロボス：深澤英之
- ハンナ：藤咲ともみ
- ケイト：内田羽衣
- ムライ：大澄賢也
- キャゼルヌ：天宮良 ほか

スタッフ
- 脚本：ヨリコジュン
- 演出：宇治川まさなり
- スーパーバイザー：田原正利
- 総合プロデュース：多賀英典
- 企画：キティ / エイベックス・ライヴ・クリエイティヴ
- 製作：舞台「銀河英雄伝説」実行委員会（キティ / エイベックス・ライヴ・クリエイティヴ / ニッポン放送 / イープラス） ほか

舞台 銀河英雄伝説　輝く星 闇を裂いて
2012年11月15日 - 18日、東京国際フォーラム ホールC
キルヒアイスとオリジナルキャラクターであるロイスをメインとした物語。
キャスト
- キルヒアイス：横尾渉
- ロイス：二階堂高嗣（舞台版オリジナルキャラクター）
- リューネブルク：中原裕也
- シェーンコップ：岩永洋昭
- ハルテンベルク：三上俊
- ミューゼル：間宮祥太朗
- ケスラー：岸祐二
- デッケン：小林且弥
- リンツ：桑野晃輔
- オフレッサー：山神佳誉
- ビュコック：藤原啓児
- ホーランド：廣瀬大介
- ブルームハルト：松村泰一郎
- グリンメルスハウゼン：志賀圭二郎
- セレブレッゼ：山本修
- リューネブルク：コトウロレナ
- フィッツシモンズ：鶴町梨紗
- ミュッケンベルガー：佐藤和久
- ロボス：深澤英之
- ヴァーンシャッフェ：倉田昭二
- アルベルト：四宮勘一
- サムウェル：山本拓己 ほか

スタッフ
- 脚本：ヨリコジュン
- 演出：ヨリコジュン
- スーパーバイザー：田原正利
- 製作・プロデューサー：多賀英典
- 企画：キティ / エイベックス・ライヴ・クリエイティヴ
- 舞台「銀河英雄伝説」実行委員会（キティ / エイベックス・ライヴ・クリエイティヴ / ニッポン放送／ / イープラス） ほか

舞台 銀河英雄伝説 第三章 内乱
2013年3月31日 - 4月13日、青山劇場
キャスト
- ヤン：河村隆一
- キルヒアイス：横尾渉
- ミッターマイヤー：二階堂高嗣
- ジェシカ：馬渕英俚可
- グリューネワルト：白羽ゆり
- ドワイト：天宮良
- オフレッサー：石坂勇
- ブラウンシュヴァイク：園岡新太郎
- トリューニヒト：井田國彦
- ビュコック：伊藤哲哉
- ロイエンタール：内浦純一
- シェーンコップ：岩永洋昭
- フレデリカ：はねゆり
- シュナイダー：荒木健太朗
- コーネフ：中村誠治郎
- ビッテンフェルト：川隅美慎
- ミンツ：長江崚行
- マリーンドルフ：中山由香
- アンスバッハ、リンチ（※二役）：高山猛久
- クリスチアン：深澤英之
- リッテンハイム：佐藤和久
- リヒテンラーデ：bable
- ローエングラム：間宮祥太朗
- ポプラン：中川晃教
- オーベルシュタイン：貴水博之 ほか

スタッフ
- 脚本：村上桃子
- 脚色：ヨリコジュン
- 演出：西田大輔
- ステージプロデューサー：ヨリコジュン
- 製作 / プロデューサー：多賀英典
- 企画：キティエンターテインメント / エイベックス・ライヴ・クリエイティヴ
- 舞台「銀河英雄伝説」実行委員会（キティ / エイベックス・ライヴ・クリエイティヴ / ニッポン放送 / イープラス） ほか

舞台 銀河英雄伝説 初陣 もうひとつの敵
2013年8月1日 - 8月6日、日本青年館 大ホール
今作から以後、ラインハルト役は間宮祥太朗が務めた。また、今作のみヤン役は田中圭が演じている。
キャスト
- ラインハルト：間宮祥太朗
- キルヒアイス：橋本淳
- アンネローゼ：白羽ゆり
- ミッターマイヤー：根本正勝
- ロイエンタール：藤原祐規
- シトレ：三上市朗
- クルムバッハ：岸祐二
- ラップ：三上俊
- グレーザー：鈴木健介
- フーゲンベルヒ：高山猛久
- ヴァルテンベルク：スガマサミ
- クライスト：佐藤和久
- クラウス・フォン・リヒテンラーデ：bable
- ヘルダー：大力
- ベーネミュンデ：広田レオナ
- ヤン：田中圭 ほか

スタッフ
- 脚本：川光俊哉
- 演出：大岩美智子
- ステージプロデューサー：ヨリコジュン
- 製作 / プロデューサー：多賀英典
- 企画：キティエンターテインメント / エイベックス・ライヴ・クリエイティヴ
- 舞台「銀河英雄伝説」実行委員会（キティ / エイベックス・ライヴ・クリエイティヴ / ニッポン放送 / イープラス） ほか

舞台 銀河英雄伝説 第四章 前篇 激突前夜
2013年11月29日 - 12月2日、東京国際フォーラム
キャスト
- ヤン・ウェンリー：河村隆一
- ラインハルト・フォン・ローエングラム：間宮祥太朗
- アレックス・キャゼルヌ：天宮良
- カール・グスタフ・ケンプ：石坂勇
- アレクサンドル・ビュコック：伊藤哲哉
- ムライ：宮本大誠
- アントン・ヒルマー・フォン・シャフト：迫英雄
- ウォルフガング・ミッターマイヤー：岡田亮輔
- オスカー・フォン・ロイエンタール：玉城裕規
- ワルター・フォン・シェーンコップ：岩永洋昭
- フレデリカ・グリーンヒル：はねゆり
- ナイトハルト・ミュラー：三上俊
- ルパート・ケッセルリンク：廣瀬大介
- ユリアン・ミンツ：長江崚行
- ベイ：赤木悠真
- ヒルデガルド・フォン・マリーンドルフ：折井あゆみ
- ジークフリード・キルヒアイス：福山翔大
- ネグロポンティ：スガマサミ
- エンリケ・マルチノ・ボルジェス・デ・アランテス・エ・オリベイラ：佐藤和久
- ホワン・ルイ：bable
- アサドーラ・シャルチアン：大力
- ルイ・マシュンゴ：一之瀬ワタル
- ベルンハルト・フォン・シュナイダー：玉城大輔
- レックス・スタウト：伊藤孝太郎
- ヴェルナー・ハイゼンベルク：橋本全一
- グスタフ・ハイドフェルド：福田裕也
- クレイトン・ワイウルド：宮元翔太
- パウル・フォン・オーベルシュタイン：貴水博之
- ウィリバルト・ヨアヒム・フォン・メルカッツ：渡辺裕之
- アドリアン・ルビンスキー：西岡徳馬 ほか

スタッフ
- 脚本：川光俊哉
- 演出：ヨリコジュン
- 音楽：三枝成彰
- 企画：キティエンターテインメント／エイベックス・ライヴ・クリエイティヴ
- 製作・プロデューサー：多賀英典

舞台 銀河英雄伝説 第四章 後篇 激突
2014年2月12日 - 3月2日、青山劇場
キャスト
- ヤン・ウェンリー：河村隆一
- ダスティ・アッテンボロー：横尾渉
- ウォルフガング・ミッターマイヤー：二階堂高嗣
- コードウェル：真田佑馬
- ベルンハルト・フォン・シュナイダー：野澤祐樹
- ウィリバルト・ヨアヒム・フォン・メルカッツ：渡辺裕之
- アレックス・キャゼルヌ：天宮良
- ムライ：IZAM
- ワルター・フォン・シェーンコップ：山口馬木也
- ヨブ・トリューニヒト：井田國彦
- アドリアン・ルビンスキー：増澤ノゾム
- マスネリク：伊藤哲哉
- エミール・フォン・ゼッレ：HARUNA(SCANDAL)
- フレデリカ・グリーンヒル：はねゆり
- ヒルデガルド・フォン・マリーンドルフ：中山由香
- イワン・コーネフ：中村誠治郎
- オスカー・フォン・ロイエンタール：平田祐一郎
- ルバート・ケッセルリンク：三上俊
- フリッツ・ヨーゼフ・ビッテンフェルト：小谷嘉一
- ジークフリード・キルヒアイス：福山翔大
- ユリアン・ミンツ：澤田怜央−Wキャスト
- ユリアン・ミンツ：大前喬一−Wキャスト
- ルイ・マシュンゴ：一之瀬ワタル
- ラインハルト・フォン・ローエングラム：間宮祥太朗
- オリビエ・ボブラン：中川晃教
- パウル・フォン・オーベルシュタイン：貴水博之 ほか

スタッフ
- 脚本：川光俊哉
- 演出：崔洋一
- 音楽：三枝成彰
- 映像監督：ヨリコジュン
- 企画：キティエンターテインメント／エイベックス・ライヴ・クリエイティヴ
- 製作・プロデューサー：多賀英典

舞台 特別公演 銀河英雄伝説  星々の軌跡
2015年6月10日 - 6月21日、Zeppブルーシアター六本木
キャスト
- ヤン・ウェンリー：河村隆一
- ラインハルト・フォン・ローエングラム：間宮祥太朗
- イワン・コーネフ：中村誠治郎
- ウォルフガング・ミッターマイヤー：山本匠馬
- オスカー・フォン・ロイエンタール：小柳心
- フレデリカ・グリーンヒル：はねゆり
- ナイトハルト・ミュラー：三上俊
- ヒルデガルド・フォン・マリーンドルフ：中山由香
- ジークフリード・キルヒアイス：福山翔大
- ユリアン・ミンツ：長江崚行
- ルパート・ケッセルリンク：山崎雄介
- ルイ・マシュンゴ：一之瀬ワタル
- アドリアン・ルビンスキー：増澤ノゾム
- アレクサンドル・ビュコック：伊藤哲哉
- ムライ：宮本大誠
- ワルター・フォン・シェーンコップ：萩野崇
- ウィリバルト・ヨアヒム・フォン・メルカッツ：渡辺裕之
- アレックス・キャゼルヌ：天宮良
- カール・グスタフ・ケンプ：石坂勇
- オリビエ・ポプラン：中川晃教
- パウル・フォン・オーベルシュタイン：貴水博之
- ネグロポンティ：スガマサミ
- ヘンスロー：佐藤和久
- ジョアン・レペロ：bable
- アントン・ヒルマー・フォン・シャフト：小栗銀太郎
- チュン・ウー・チェン／アサドーラ・シャルチアン（※二役）：大力 ほか

スタッフ
- 演出：ヨリコジュン
- 脚本：ヨリコジュン／川光俊哉
- 音楽：三枝成彰
- 企画・制作：キティエンターテインメント
- プロデューサー：多賀英典

#### 舞台「銀河英雄伝説 Die Neue These」
2018年にアニメ「銀河英雄伝説 Die Neue These」の放映に合わせ、新シリーズとして上演がスタートした。
舞台「銀河英雄伝説 Die Neue These」
2018年10月25日 - 28日、Zepp DiverCity TOKYO
キャスト
- ラインハルト・フォン・ローエングラム：永田聖一朗
- ジークフリード・キルヒアイス：加藤将
- オスカー・フォン・ロイエンタール：畠山遼
- ウォルフガング・ミッターマイヤー：釣本南
- ヤン・ウェンリー：小早川俊輔
- アレックス・キャゼルヌ：米原幸佑
- ダスティ・アッテンボロー：伊勢大貴
- ユリアン・ミンツ：小西成弥
- ジャン・ロベール・ラップ：碕理人
- ジェシカ・エドワーズ：汐月しゅう
- ウィリバルト・ヨアヒム・フォン・メルカッツ：平川和宏
- ヨブ・トリューニヒト：海部剛史
- アンスバッハ：稲田恵司
- グレゴール・フォン・ミュッケンベルガー、パエッタ（※二役）：川上和之
- オフレッサー、シドニー・シトレ（※二役）：大力
- シュターデン：大岩主弥
- アーダルベルト・フォン・ファーレンハイト：谷戸亮太
- ムーア：冨田佳孝　ほか

スタッフ
- 脚本：米内山陽子
- 演出：大岩美智子
- 構成・監修：高木登　ほか

舞台「銀河英雄伝説 Die Neue These 〜第二章 それぞれの星〜」
2019年5月30日 - 6月2日、Zepp DiverCity TOKYO / 同年6月8日 - 9日、Zepp Namba
キャスト
- ラインハルト・フォン・ローエングラム：永田聖一朗
- ジークフリード・キルヒアイス：加藤将
- オスカー・フォン・ロイエンタール：畠山遼
- ウォルフガング・ミッターマイヤー：釣本南
- アンネローゼ・フォン・グリューネワルト：杉本有美
- パウル・フォン・オーベルシュタイン：藤原祐規
- ヤン・ウェンリー：小早川俊輔
- アレックス・キャゼルヌ：米原幸佑
- ダスティ・アッテンボロー：伊勢大貴
- ユリアン・ミンツ：小西成弥
- ワルター・フォン・シェーンコップ：大高雄一郎
- フレデリカ・グリーンヒル：福永マリカ
- ムライ：稲田恵司
- ハンス・ディートリヒ・フォン・ゼークト：海部剛史
- トーマ・フォン・シュトックハウゼン：川上和之
- ドワイト・グリーンヒル：堤匡孝
- アレクサンドル・ビュコック：中川香果
- アンドリュー・フォーク：谷戸亮太
- シドニー・シトレ：大力
- エドウィン・フィッシャー：中村哲人
- アドリアン・ルビンスキー：冨田佳孝　ほか

スタッフ
- 脚本：米内山陽子
- 演出：大岩美智子
- 構成・監修：高木登 ほか

舞台「銀河英雄伝説 Die Neue These 〜第三章 嵐の前〜」
2019年10月24日 - 27日、Zepp DiverCity TOKYO / 同年11月2日・3日、Zepp Namba
キャスト
- ヤン・ウェンリー：小早川俊輔
- アレックス・キャゼルヌ：米原幸佑
- ダスティ・アッテンボロー：伊勢大貴
- ユリアン・ミンツ：小西成弥
- オロビエ・ポプラン：碕理人
- ジェシカ・エドワーズ：汐月しゅう
- ワルター・フォン・シェーンコップ：大高雄一郎
- フレデリカ・グリーンヒル：福永マリカ
- ラインハルト・フォン・ローエングラム：永田聖一朗
- ジークフリード・キルヒアイス：加藤将
- オスカー・フォン・ロイエンタール：畠山遼
- ウォルフガング・ミッターマイヤー：釣本南
- ヒルデガルド・フォン・マリーンドルフ：君島光輝
- パウル・フォン・オーベルシュタイン：藤原祐規
- ウィリバルト・ヨアヒム・フォン・メルカッツ：平川和宏
- ムライ：稲田恵司
- ヨブ・トリューニヒト：海部剛史
- オットー・フォン・ブラウンシュヴァイク：川上和之
- アレクサンドル・ビュコック：有川マコト
- オフレッサー：内堀克利
- ドワイト・グリーンヒル：堤匡孝
- アンドリュー・フォーク：谷戸亮太
- フランツ・フォン・マリーンドルフ：大力
- クラウス・フォン・リヒテンラーデ：中村哲人
- アーサー・リンチ：すがおゆうじ
- アドリアン・ルビンスキー：冨田佳孝　ほか

スタッフ
- 脚本：米内山陽子
- 演出：大岩美智子
- 構成・監修：高木登　ほか

### 宝塚版
2012年、2013年に宝塚歌劇団によるミュージカル歌劇として『銀河英雄伝説@TAKARAZUKA』が公演されている。

### 実写版
2017年、実写映画化が決定したとの発表が伝えられた。この際は中国の映像制作会社「稼軒環球映画会社」により3部作で構成され、2020年に第1作が公開されるという構想であったが、その後に進展は見られない。
2023年、動画配信プラットフォーム・iQIYIが本作を実写映像化して配信することを発表。現時点ではキャスト・スタッフ・公開時期は正式には未公開（出典の記事によればSF作品『三体』の実写化を手掛けた映像プロダクション「灵河文化」が制作、脚本も同作の実写版を手掛けた人物が担当しているとの情報もある）。
なお、原作著作権管理会社「らいとすたっふ」および田中芳樹事務所代表者である安達裕章は、2023年の件に関しては全く与り知らないという趣旨のコメントをしつつ、2017年の件を担当していた会社は「なくなってしまった」（原文ママ）という。実写化の権利は別の会社に引き継がれているがソコからの連絡は特に受けていないともコメントしている。